# Verteidigungskräfte Osttimors

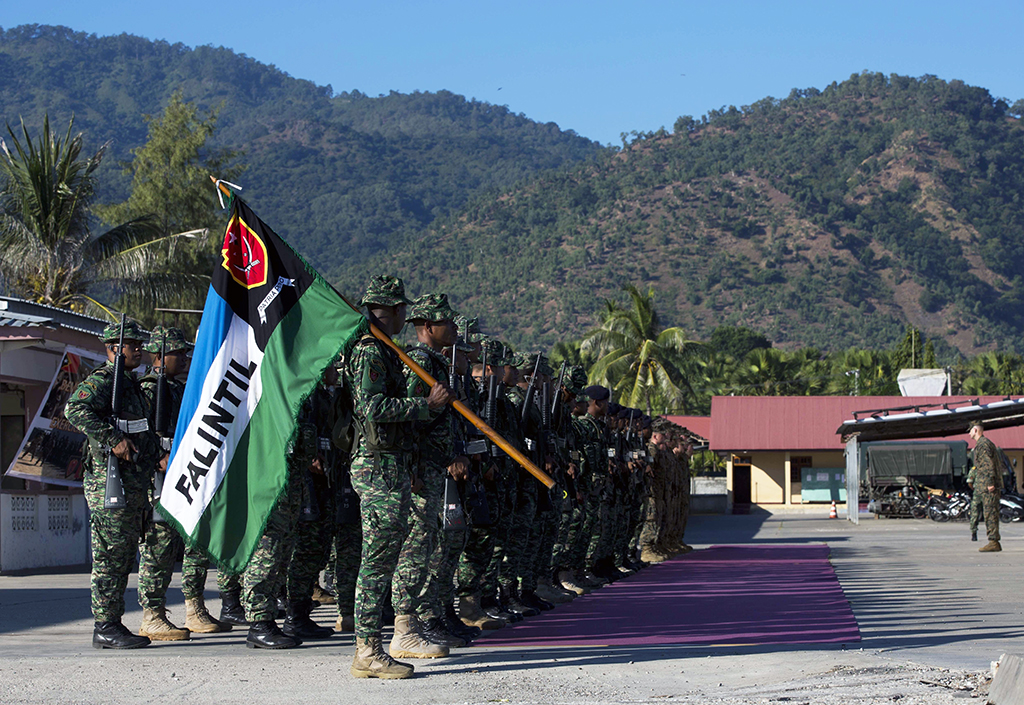
Flagge der Verteidigungskräfte

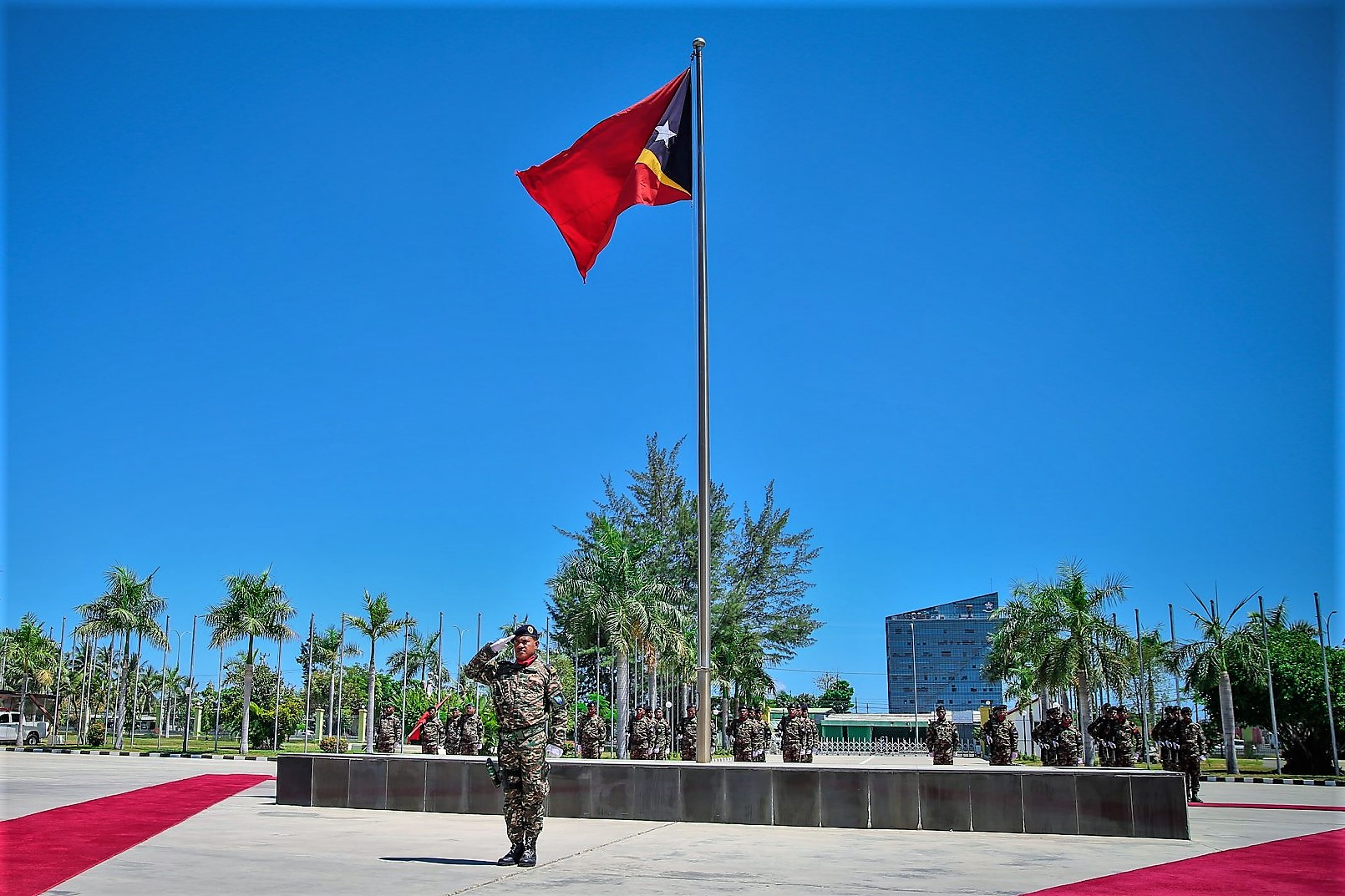
Ehrenformation am Präsidentenpalast Osttimors

Die Verteidigungskräfte Osttimors (portugiesisch Forças de Defesa de Timor-Leste, tetum Forcas Defensa Timor Lorosae  FDTL), seit Mai 2002 „FALINTIL-FDTL (F-FDTL)“ bestehen aus Landstreitkräften und einer kleinen Marine. Ein Flugzeug dient zur Luftüberwachung.

## Aufgabe

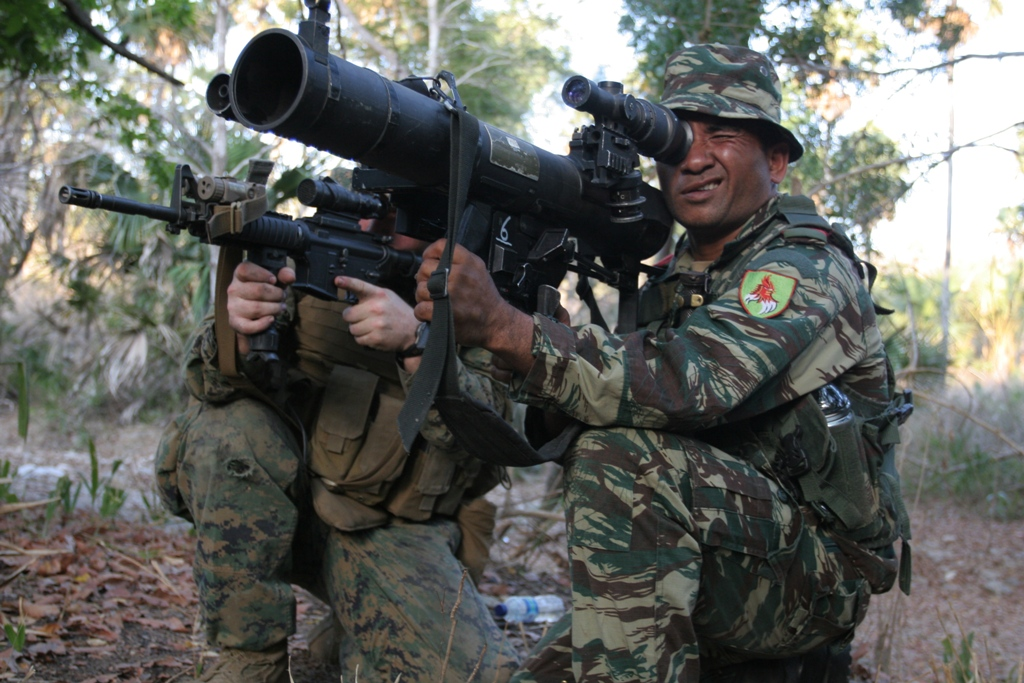
Soldat bei einer Übung mit einem Raketenwerfer

Laut Verfassung ist die F-FDTL für die militärische Verteidigung gegen Angriffe von außen verantwortlich. Sie „garantiert die nationale Unabhängigkeit, die territoriale Integrität und die Freiheit und Sicherheit der Bevölkerung gegen jeden Aggressor oder externe Bedrohung im Einklang mit der Verfassung.“ Die F-FDTL ist den Verfassungsorganen untergeordnet und darf sich nicht in die Politik einmischen. Für die innere Sicherheit ist die Nationalpolizei Osttimors (PNTL) zuständig.
Allerdings gab es in der Vergangenheit Streitigkeiten zwischen F-FDTL und der PNTL über die jeweilige Verantwortungsbereiche. So übernahm die F-FDTL Polizeiaufgaben bei einem Zwischenfall im Subdistrikt Atsabe (Distrikt Ermera) im Januar 2003. Andererseits wurde die PNTL mehrfach bei der Grenzsicherung im Westen eingesetzt. Seit 2009 ist die F-FDTL primär für den Schutz der Landesgrenze zuständig. Die Aufteilung der jeweiligen Verantwortungsbereiche bleibt jedoch zwischen den Behörden umstritten.

## Geschichte

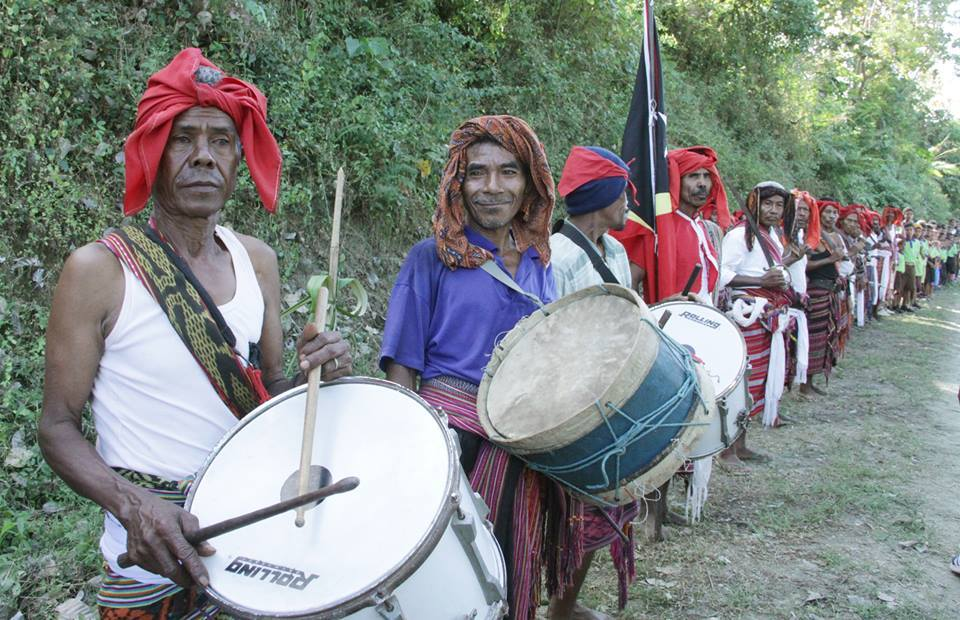
Moradores (2017)

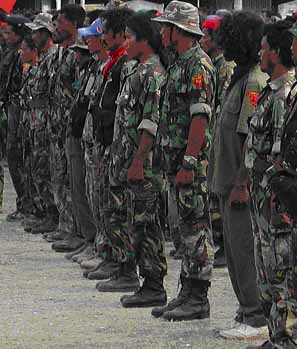
FALINTIL-Veteranen

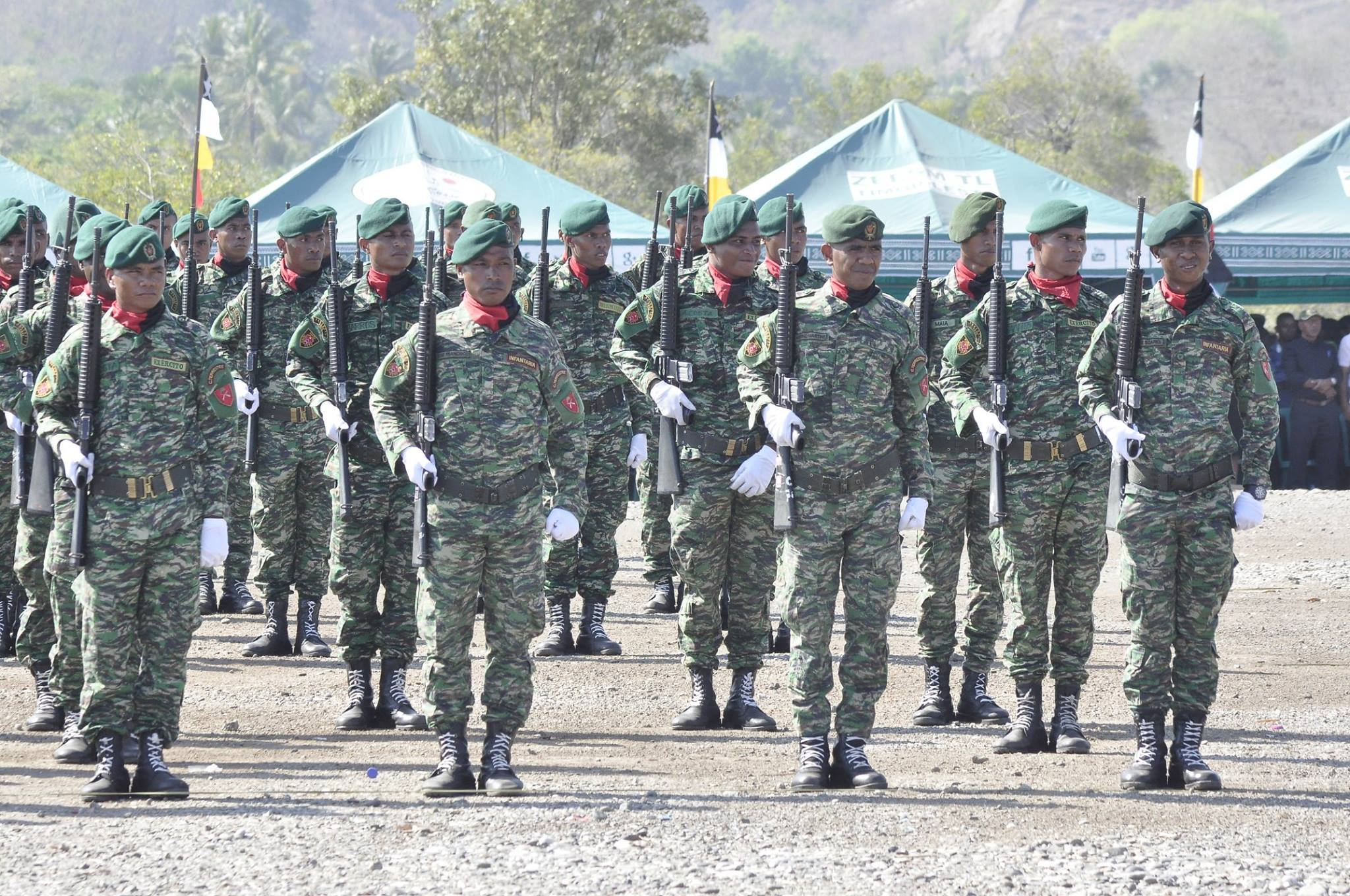
Parade der Infanterie zum
Proklamationstag in Oe-Cusse Ambeno (2014)

In der Kolonialzeit bildeten die Portugiesen einheimische Hilfstruppen, die Moradores. Heute sind diese Verbände folkloristische Gruppen, die bei Feierlichkeiten auftreten, vergleichbar mit den bayerischen Gebirgsschützen. Sie werden als traditioneller Ursprung der professionellen timoresischen Armee angesehen.
Der Grundstock der Truppe mit 650 Mann wurde am 1. Februar 2001 aus 1736 Kämpfern der ehemaligen Guerillaarmee FALINTIL rekrutiert. Es blieben nur wenige aufgrund der geringen Altersversorgung. Das erste Bataillon wurde am 29. Juni 2001 aufgestellt. Die meisten Angehörigen der Einheit stammten aus dem östlichen Landesteil Loro Sae. Die Marineeinheit wurde im Dezember 2001 gebildet. Das zweite Bataillon wurde 2002 aus einem Grundstock aus dem ersten Bataillon und neu rekrutierten Soldaten, die meist unter 21 Jahre alt waren, gegründet. Da Osttimor keine Bedrohung durch einen äußeren Feind zu befürchten hat, gab es einige Kritiker betreffs der Gründung eigener Streitkräfte. Sie bevorzugten eine stärker ausgerüstete Polizei. Die Regierung entschied sich aber für die Armee, um möglichen künftigen Bedrohungen begegnen zu können. Mit der Unabhängigkeit im Mai 2002 übernahmen die Verteidigungskräfte die Bezeichnung FALINTIL-FDTL (F-FDTL) von der Guerillaarmee. Im Juli 2002 übernahm die F-FDTL die Verantwortung für den östlichsten Distrikt des Landes Lautém. Ab dem 20. Mai 2004 war sie für die gesamte Landesverteidigung zuständig. Die ausländischen Truppen blieben noch bis Mitte 2005.
Im Dezember 2003 wurden 42 Soldaten aus dem Dienst entlassen, zumeist aus dem westlichen Landesteil Loro Munu stammend, unter ihnen der Freiheitsheld Vicente da Conceição (Comandante Railos). Sie klagten über unfaire Behandlung und schlechte Lebensbedingungen.
Anfang 2006 desertierten im Laufe weniger Wochen 600 der 1600 Soldaten der Verteidigungskräfte Osttimors aus Protest gegen die schlechten Arbeitsbedingungen und Beförderungsregelungen. Die meisten von ihnen sind ehemalige Kämpfer der Rebellengruppe FALINTIL, die Widerstand gegen die Indonesier geleistet hatten. Ende April protestierten 3000 Menschen auf einer Demonstration in Dili, die von den ehemaligen Soldaten organisiert wurde. Dabei drohten deren Sprecher mit einem neuen Guerillakrieg, sollten keine Verbesserungen erzielt werden. Es kam zu den schwersten Unruhen seit der Unabhängigkeit von Indonesien, bei denen bis Ende Juni mindestens 37 Menschen ihr Leben verloren. Wiederholt kam es auch zu Gefechten zwischen den Rebellen, der Polizei und der F-FDTL. Schließlich musste Premierminister Marí Alkatiri zurücktreten. Neuer Premier wurde der bisherige Außenminister José Ramos-Horta. Er hatte bereits vor den Unruhen kritisiert, dass die Truppen, da sie ohne echte Aufgaben seien, Probleme bereiten könnten. Die Rebellen gingen später in die Wildnis. Verhandlungen blieben ebenso erfolglos, wie ein Versuch australischer Truppen, sie in Same festzunehmen. Am 11. Februar 2008 drangen die Rebellen in Dili ein und überfielen Präsident Ramos-Horta und Premierminister Xanana Gusmão. Ramos-Horta wurde schwer verletzt, während Gusmão unverletzt. Alfredo Alves Reinado, Rebellenchef und ehemaliger Chef der Militärpolizei kam ums Leben. Die Regierung schuf am 17. Februar das Komando Operasaun Konjunto KOK (Gemeinsames Operationskommando), das aus Mitgliedern der F-FDTL und der Polizei bestand. Die Operation Halibur erhöhte den Druck auf die verbliebenen Rebellen, bis sich die letzten im April ergaben.
Im Juni 2007 berichtete die australische Zeitung The Australian über einen geheimen Aufrüstungsplan Osttimors namens „Forças 2020“, der aus den zukünftigen Einnahmen aus dem Erdölgeschäft finanziert werden sollte. Nach dem 171-seitigen Entwurf sollte bis 2010 die Marine ausgebaut und mit Korvetten mit Lenkwaffen ausgestattet werden. Außerdem war eine Marinelandeeinheit geplant und Armeehubschrauber sollten angeschafft werden. Ebenfalls in Planung war eine Luftwaffe, deren Personal in Polen ausgebildet werden sollte. Die Streitkräfte sollten dann aus 3000 aktiven Mitgliedern bestehen. Die jetzt schon bestehenden Einheiten sollten mit Scharfschützengewehren, Anti-Panzer-Waffen, schweren Maschinengewehren, leichten Patrouillenfahrzeugen und leichten Angriffsfahrzeugen ausgerüstet werden. Ziel sei es, die osttimoresischen Interessen im Erdölfeld in der Timorsee zu sichern und Schmuggel und illegale Fischerei zu unterbinden. Neben der Finanzierung wurde auch die Fähigkeit Osttimors, die Technologie zu handhaben, angezweifelt. Es wurde darüber spekuliert, dass Osttimor sich mit diesen Plänen vom australischen Einfluss und von einer möglichen indonesischen Bedrohung befreien möchte. Der australische Verteidigungsminister Alexander Downer nannte die Aufrüstungspläne unrealistisch.
Am 26. Juni 2007, fünf Jahre nach der Unabhängigkeit des Landes, übergab Premierminister Estanislau da Silva 720 neue Uniformen in einer Zeremonie an die F-FDTL. Bisher wurden Uniformen aus Portugal, China und Mosambik verwendet. Die neuen Uniformen sind braun, gelb, schwarz und dunkelgrün und sind ein Abbild der Landschaft von Osttimor.
Am 20. August 2011 wurden die letzten Kämpfer der FALINTIL in den Ruhestand verabschiedet. Ihr ehemaliger Kommandant und Chef der Verteidigungskräfte Taur Matan Ruak folgte ihnen am 2. September.
Im Januar 2015 nahm der paramilitärische Konseilu Revolusionariu Maubere (KRM) unter Mauk Moruk in Laga mehrere Geiseln. Polizei und Armee gingen gegen den KRM in der Operation Hanita vor und stellten schließlich nach mehreren Gefechten die Aufständischen. Mauk Moruk und zwei Gefolgsleute kamen ums Leben.

## Aufbau

### Organisation
Laut Verfassung ist der Staatspräsident Osttimors der Oberbefehlshaber der Streitkräfte. Er kann den Kommandeur der F-FDTL ernennen. Der Ministerrat und das Nationalparlament entscheiden über die finanziellen Mittel und bestimmen die nationale Sicherheitspolitik. Der Staatsrat, ein den Präsidenten beratendes Gremium, ist laut Verfassung in Fragen zu Kriegserklärungen und Friedensschlüssen zu hören. Der Oberste Sicherheitsrat berät seit 2005 den Präsidenten in Verteidigungs- und Sicherheitsfragen sowie bei der Besetzung der Posten der kommandierenden Offiziere. Ihm gehören der Präsident, der Premierminister, die Minister für Verteidigung, Justiz, Inneres und Außenpolitik, der Kommandeur der F-FDTL, der Kommandant der PNTL, ein Offizier der nationalen Staatssicherheit und drei Vertreter des Nationalparlaments an. Das Ministerium für Verteidigung hat die zivile Kontrolle über die F-FDTL.
Die Sollstärke beträgt 1500 aktive Soldaten und 1500 Angehörige der Reserve. 2005 betrug die Mannstärke 1450, schrumpfte jedoch aufgrund der Meuterei 2006 und aus normalen Gründen auf nur 715 im September 2006, stieg aber 2007, laut International Institute for Strategic Studies, wieder auf 1286 Mann. 2008 wollte die F-FDTL 600 neue Soldaten rekrutieren und 2009 nochmals 600. Im August 2008 hatte sie ihre alte Truppenstärke von vor der Krise von 2006 wieder erreicht. Im Dezember 2009 legten 572 neue Rekruten nach ihrer Ausbildung ihren Eid ab, am 16. Dezember 2011 folgten 645 weitere Mann, davon 93 Offiziere und 203 Unteroffiziere. Aufgrund ihrer Vergangenheit als Untergrundarmee kann die F-FDTL auf ein großes Netzwerk von Informanten in der Bevölkerung zurückgreifen (Human Intelligence).
Auch Frauen können in Osttimor Soldaten werden. Der Wehrdienst war ursprünglich freiwillig ab dem 18. Lebensjahr möglich. 2020 beschloss die Regierung die Einführung einer Wehrpflicht.

### Führungsebene
| Foto | Kommandant      | Informationen |
| ---- | --------------- | ------------- |
|      | Taur Matan Ruak | 2001 – 2011   |
|      | Lere Anan Timur | 2011 – 2022   |
|      | Falur Rate Laek | seit 2022     |

| Foto | Kommandant                               | Informationen |
| ---- | ---------------------------------------- | ------------- |
|      | Filomeno Paixão                          | 2010 – 2011   |
|      | Falur Rate Laek                          | 2011 – 2018   |
|      | Calisto dos Santos                       | 2018–2022     |
|      | Konteradmiral Pedro Klamar Fuik          | 2022–2023     |
|      | Brigadegeneral José da Costa Soares Trix | seit 2023     |

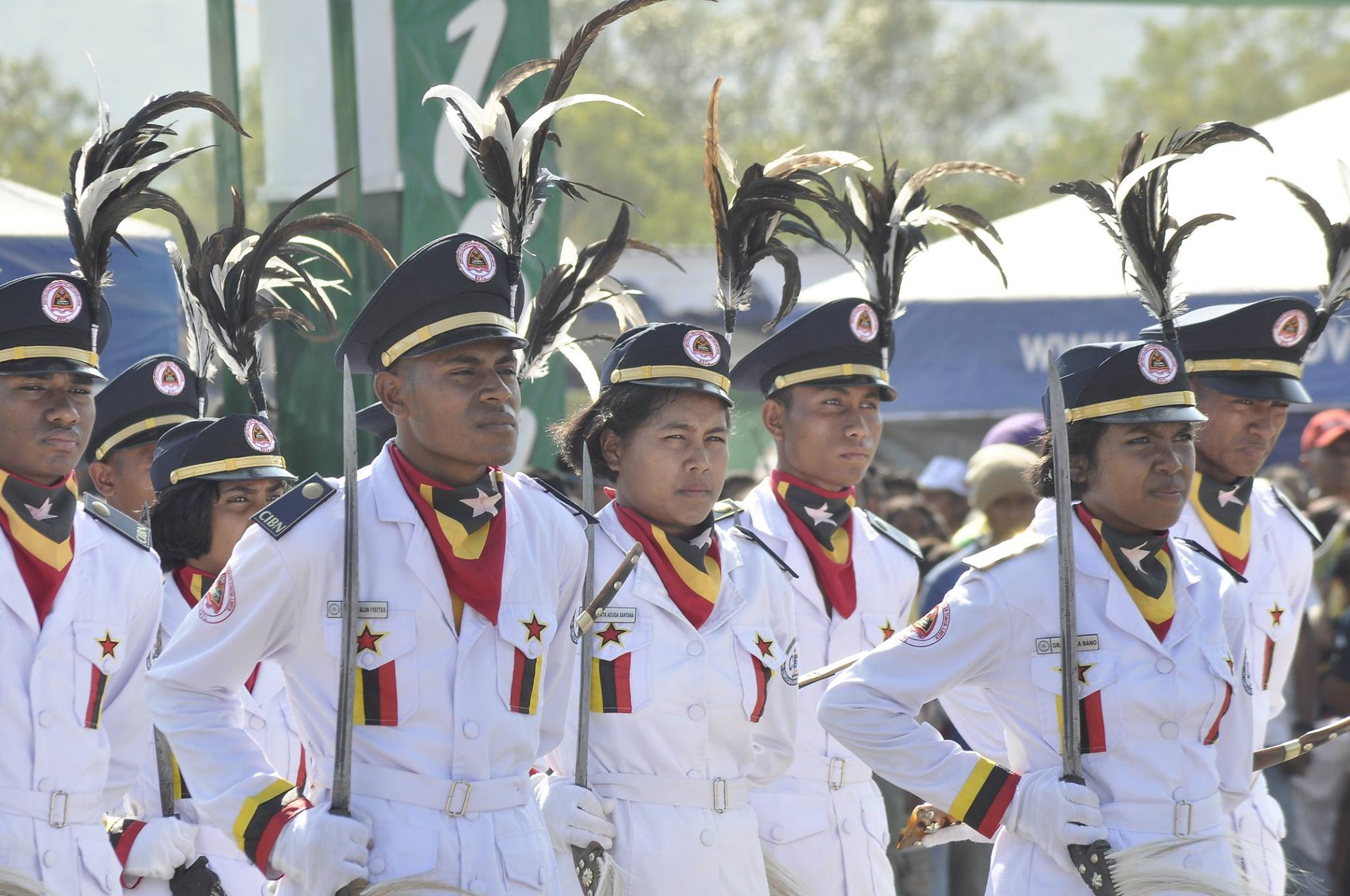
Soldaten bei Feierlichkeiten am Proklamationstag (28. November)

Der erste Generalstabschef (portugiesisch Chefe do Estado-Maior General das Forças Armadas, CEMGFA) und damit militärischer Oberbefehlshaber der F-FDTL war Generalmajor Taur Matan Ruak, der zuvor Kommandeur der FALINTIL war. Taur Matan Ruak reichte am 2. September 2011 seinen Abschied ein, um später für das Präsidentenamt zu kandidieren. Er gewann die Präsidentschaftswahlen in Osttimor 2012.
Am 6. Oktober 2011 wurde der bisherige stellvertretende Kommandeur und frisch zum Generalmajor beförderte Lere Anan Timur neuer Generalstabschef. Coronel Filomeno Paixão, seit 2010 Stabschef (CEMFA), wurde Brigadegeneral und stellvertretender Kommandeur der F-FDTL und Falur Rate Laek zum neuen Stabschef ernannt. Capitão Pedro Klamar Fuik wurde 2012 Kommandeur des Instituto de Defesa Nacional (IDN). Major Mário Batista war 2012 Stabschef des Kommandierenden der Verteidigungskräfte.

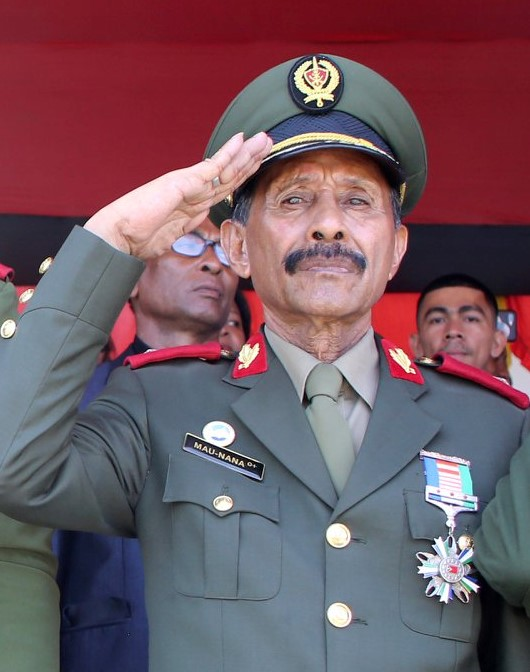
Brigadegeneral
Cornélio Maunana Ximenes (2019)

Am 9. Februar 2015 kündigte Präsident Taur Matan Ruak die Entlassung Lere Anan Timurs und seine gleichzeitige Beförderung zum Generalleutnant ehrenhalber an. Neuer Oberbefehlshaber sollte Filomeno Paixão werden, mit gleichzeitiger Beförderung zum Generalmajor. Zwar wird der Generalstabschef vom Präsidenten ernannt, aber Regierung und Parlament haben ein Vorschlagsrecht und diese hatten sich für eine Verlängerung der Amtszeit Lere Anan Timurs ausgesprochen. Nach mehreren Wochen Blockade wurde als Lösung am 15. April veröffentlicht, dass Pedro Klamar Fuik neuer Generalstabschef werden sollte. Sein Stellvertreter sollte Calisto dos Santos (Coliati) werden. Verbunden mit den Ämtern war eine Beförderung zum Generalmajor, beziehungsweise Brigadegeneral. In die Reserve sollten Lere Anan Timur als Generalleutnant, Paixão als Generalmajor, Falur Rate Laek als Brigadegeneral und drei weitere führende Offiziere verabschiedet werden. Der genaue Ablauf stand aber nicht fest, zumal nach den Statuten ein Oberst nicht direkt zum Generalmajor befördert werden darf. Lere Anan Timur kritisierte den Plan, mit dem die Generation der Guerillakämpfer aus der Führung der Streitkräfte ausscheiden würde. Am 3. Dezember 2016 erklärte Lere Anan Timur, dass die Kommandoübergabe an Capitão Pedro Klamar Fuik, Oberst Calisto dos Santos und Fregattenkapitän Higínio das Neves nun vorbereitet werden würde. Sie fand aber innerhalb der Amtszeit von Präsident Taur Matan Ruak bis zum 20. Mai 2017 nicht mehr statt. Die Regierung hatte im Oktober 2015 die Verlängerung der Amtszeit von Lere Anan Timur und Filomeno Paixão empfohlen. Damit bekamen Lere Anan Timur, Paixão und auch Falur Rate Laek eine dritte Amtszeit, die eigentlich nach geltendem Recht nicht vorgesehen war. Nach Antritt der VII. Regierung folgte Präsident Francisco Guterres dem Vorschlag von Premierminister Alkatiri und verlängerte am 5. Oktober 2017 die Amtszeit der bestehenden FDTL-Führung für ein weiteres Jahr, was eine erneute Änderung des Militärgesetzes bedeutete.
Am 7. Juni 2018 wurden Falur Rate Laek Américo Ximenes (Sabika Bessi Kulit) Cornélio Ximenes und João Miranda (Aluc Descartes) zu Brigadegenerälen befördert. Filomeno Paixão reichte seinen Rücktritt ein, um in der VIII. konstitutionelle Regierung Verteidigungsminister werden zu können. Falur Rate Laek wurde am 1. Oktober zum stellvertretenden Oberbefehlshaber der F-FDTL ernannt.
Erst im Januar 2022 erklärte Lere Anan Timur in den Ruhestand zu wechseln. Stattdessen kündigte er seine Kandidatur bei den anstehenden Präsidentschaftswahlen 2022 an. Der Ministerrat wählte Falur Rate Laek zum neuen militärischen Oberbefehlshaber, Calisto dos Santos zu seinem Stellvertreter und Pedro Klamar Fuik zum Stabschef. Die offizielle Ernennung durch den Staatspräsidenten und die Beförderung von Falur Rate Laek zum Generalleutnant folgte am 28. Januar und die Amtsübergabe am 2. Februar. Am 22. Februar entschied der Sicherheitsrat über die neuen Kommandeure der Teilstreitkräfte.
Nachdem Pedro Klamar Fuik zum Verteidigungsminister vereidigt wurde, übernahm José da Costa Soares Trix den Posten des Stabschefs als siebter Amtsträger.

### Truppenteile
Jeder Truppenteil wird seit 2010 von einem Oberst (Coronel, bei der Marine: Capitão) geführt. Logistik und Unterstützung sind im Hauptquartier der F-FDTL an der Avenida Nicolau Lobato in Dili. In Metinaro wird derzeit mit chinesischer Hilfe das neue Hauptquartier der F-FDTL gebaut. 
Den größten Anteil der F-FDTL nimmt das Heer ein. Die Komponente Terreste bestehen hauptsächlich aus zwei leichten Infanteriebataillonen mit jeweils 600 bis 650 Angehörigen. Jedes Bataillon hat drei Kampfkompanien, eine Unterstützungskompanie und eine Führungskompanie. Das 1. Bataillon wurde aus Veteranen der Guerillabewegung gebildet und hat seinen Stützpunkt in Laga (Gemeinde Baucau). Das 2. Bataillon besteht hauptsächlich aus neuen Rekruten und ist im Sentru Instrusaun Komandante Nicolau Lobato (CICNL, Nicolau Lobato Trainingszentrum) nahe Metinaro stationiert. Ebenfalls zur Komponente Terrestre gehören die Militärpolizei und die Spezialeinheit Unidade FALINTIL.

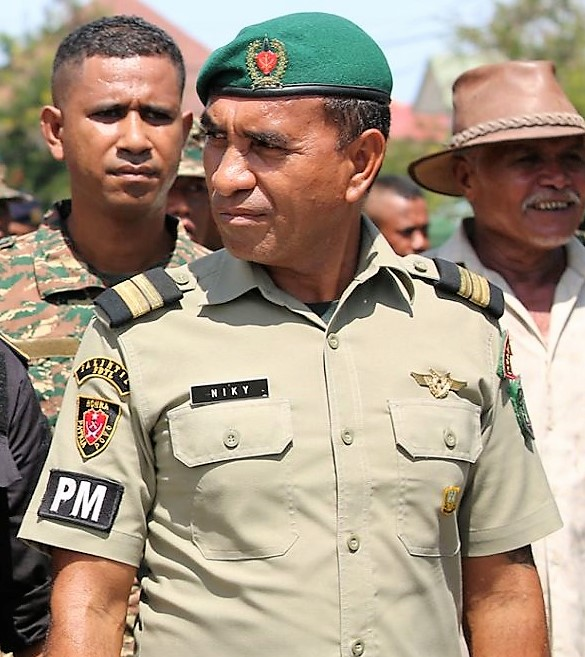
Major Abel da Costa Xavier Niki (2020)

Die Militärpolizei besteht aus einer Kompanie. Unter ihrem damaligen Kommandeur Major Alfredo Reinado stand sie im Zentrum der Unruhen vom Mai 2006. Am 16. August 2007 wurde Leutnant Abel da Costa Xavier Niki als Nachfolger von Alfredo Reinado zum neuen Chef der Militärpolizei ernannt. Die Militärpolizei hatte zu diesem Zeitpunkt 74 Mitglieder. 2011 wurde Xavier von Renilde Corte-Real da Silva abgelöst, der den Posten bis 2013 innehatte. 2016 war Oberstleutnant Césario Ximenes Belo „Haksolok“ Kommandant der Militärpolizei und 2018 übernahm wieder Major Abel da Costa Xavier Niki den Posten bis 2023.
Seit Februar 2007 ist die Militärpolizei für die Sicherheit des Staatspräsidenten verantwortlich, so auch am Tag des Attentats am 11. Februar 2008, als Präsident José Ramos-Horta niedergeschossen und schwer verletzt wurde. Zwei der Attentäter kamen dabei ums Leben, ein Leibwächter wurde schwer verletzt. einer der beiden getöteten Attentäter war der ehemalige Chef der Militärpolizei, Alfredo Reinado.

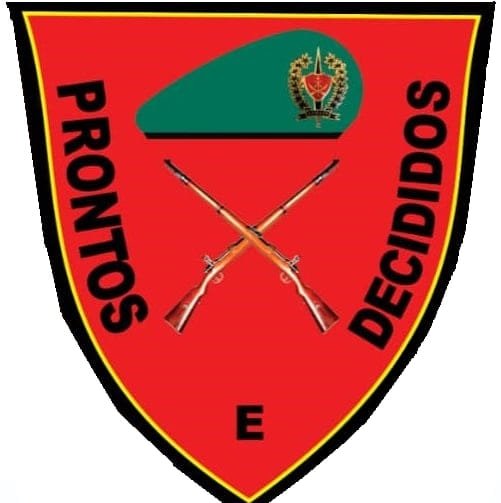
Wappen der Componente Terrestre
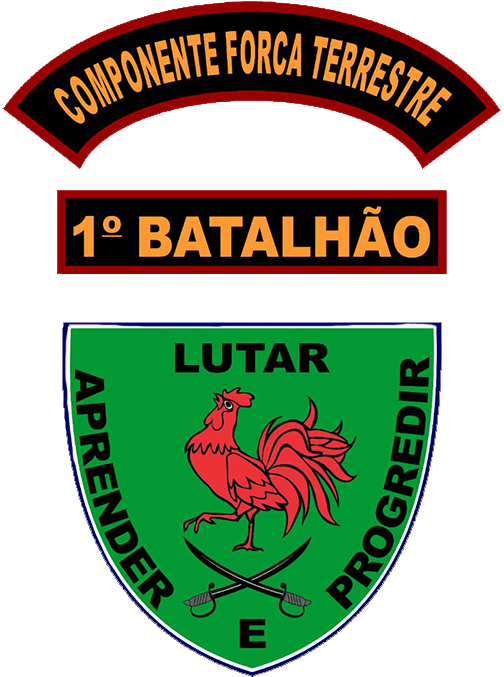
1. Bataillon
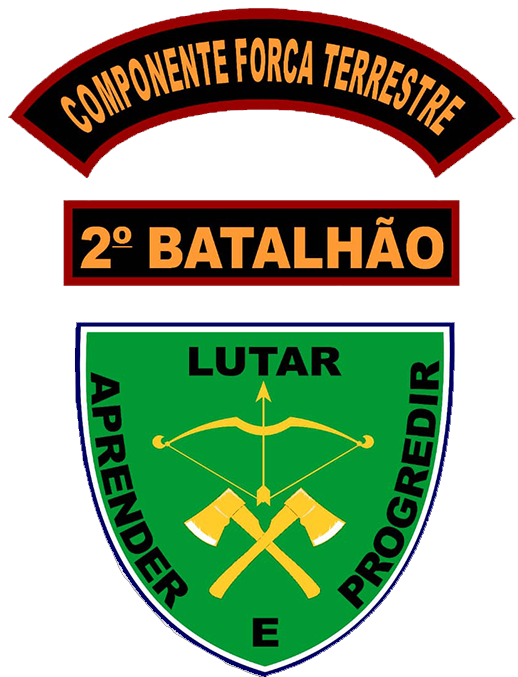
2. Bataillon
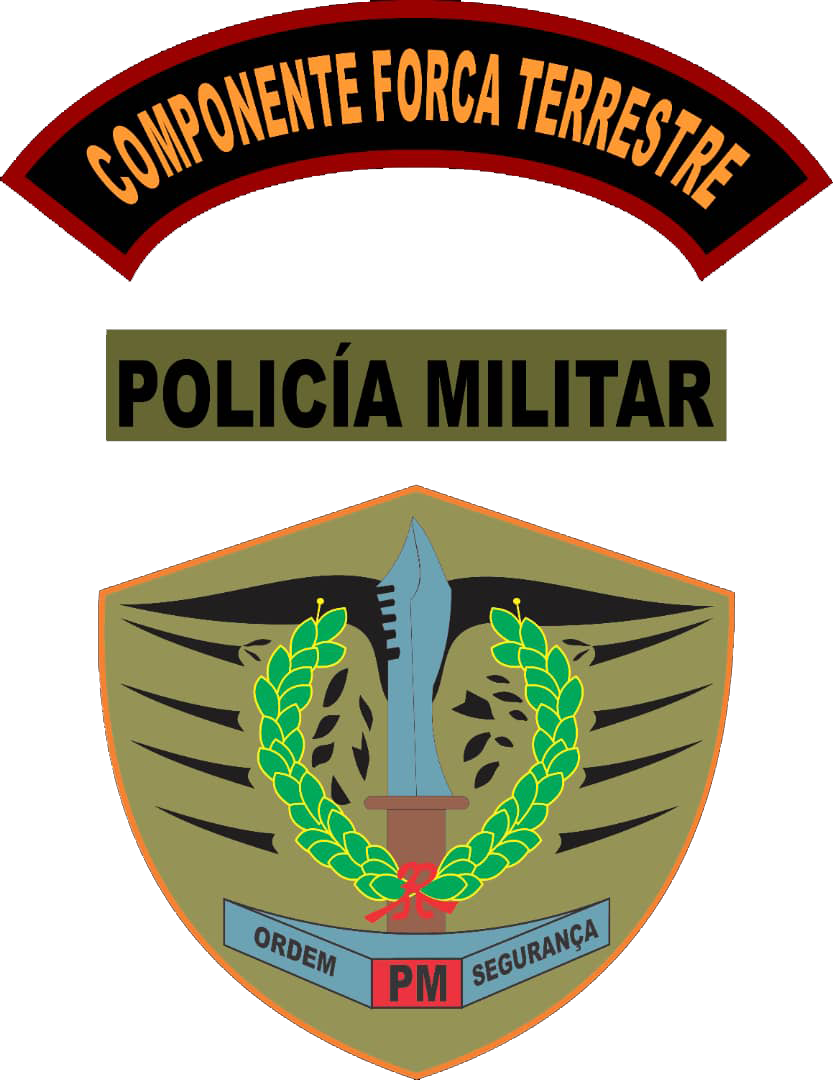
Militärpolizei
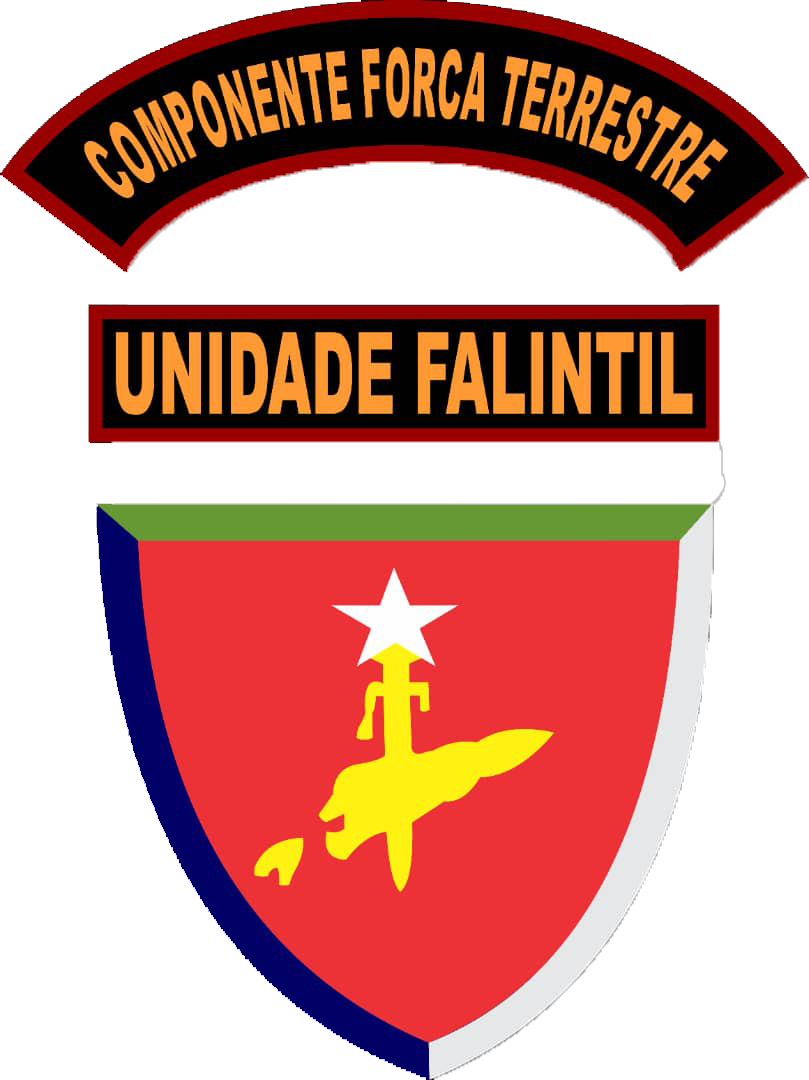
Unidade FALINTIL

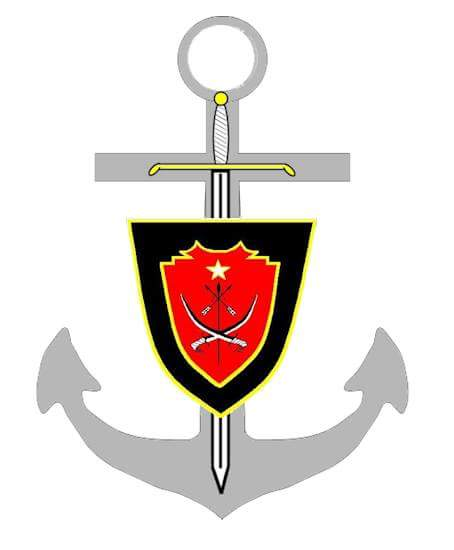
Symbol der Marine

Das offizielle Gründungsdatum der Komponente Naval, der Marine Osttimors, ist der 12. Januar 2002. Eine Hauptaufgabe der Marine ist die Eindämmung der illegalen Fischerei im Hoheitsgebiet Osttimors.
Ihre Basis befindet sich in Hera, östlich von Dili. Ein zweiter Stützpunkt an der Südküste ist geplant. Als möglicher Standort ist Betano im Gespräch.
Zwei Schnellboote der Albatroz-Klasse erhielt Osttimor im Dezember 2001 von der portugiesischen Marine. Zwei 22 Meter langen Boote wurden NRTL Oecusse (P101) und NRTL Atauro (P102) getauft und in Hera stationiert. Die Offiziere wurden von Portugal in Metinaro ausgebildet. 2008 wurden die beiden Boote in Indonesien überholt, doch 2019 waren die beiden Boote in einem so schlechtem Zustand, dass sie an Land gelegt werden mussten.
Die Boote NRTL Jaco (P212) und NRTL Betano (P211) wurden offiziell am 11. Juni getauft und als Jaco-Klasse in Dienst gestellt. Die beiden Patrouillenboote der Shanghai-III-Klasse (Typ 062-I-Klasse Kanonenboot) wurden von der Volksrepublik China gekauft, können schneller als 25 Knoten fahren und haben eine Reichweite von 750 Seemeilen. Präsident José Ramos-Horta beschwerte sich aber bei der Regierung, dass die Boote nicht für den Einsatz in der stürmischen Timorsee geeignet seien. 36 timoresische Seeleute fuhren zu einem dreimonatigen Training nach China.
Drei weitere Patrouillenboote wurden im September 2011 von Südkorea übernommen. Sie gehören zur südkoreanischen Chamsuri-Klasse und erhielten die Namen Kamenassa (P215), Díli und Hera. Die Hera und die Dili wurden 2012 an die Unidade da Polícia Marítima (UPM) abgegeben. P217 wurde am 15. Juli an der Westseite des Riffs K41 gezielt versenkt und dient nun als Tauchattraktion.
Zwei Boote aus dem Pacific Patrol Boat Program sollten 2024 aus Australien geliefert werden. Sie werden die Namen NRTL Aitana (P101) und NRTL Laline (P102) erhalten.

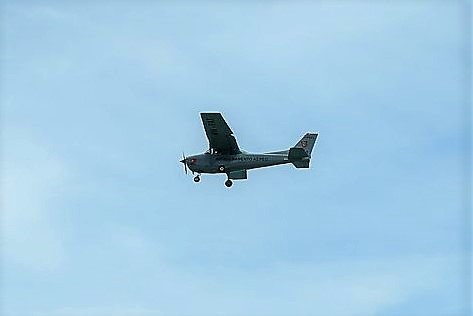
Cessna 172P der Verteidigungskräfte Osttimors

2012 erhielten Captain Fredelino Ole aus Oe-Cusse Ambeno und Captain Pedro Ximenes Belo aus Baucau als erste osttimoresische Offiziere den Hubschrauberpilotenschein. Entsprechendes Fluggerät wurde aber nicht angeschafft. Seit 2018 verfügt die F-FDTL über eine Cessna 172P. Das Luftfahrzeugkennzeichen lautet 4W-FAT. Die Maschine, die von der Inlandsfluglinie Aero Dili übernommen wurde, soll das Seegebiet überwachen, um illegale Fischerei zu bekämpfen. 2022 stellten die USA Osttimor eine Cessna 206 als zweites Flugzeug für die Komponente Aérea Leijeira zur Verfügung.

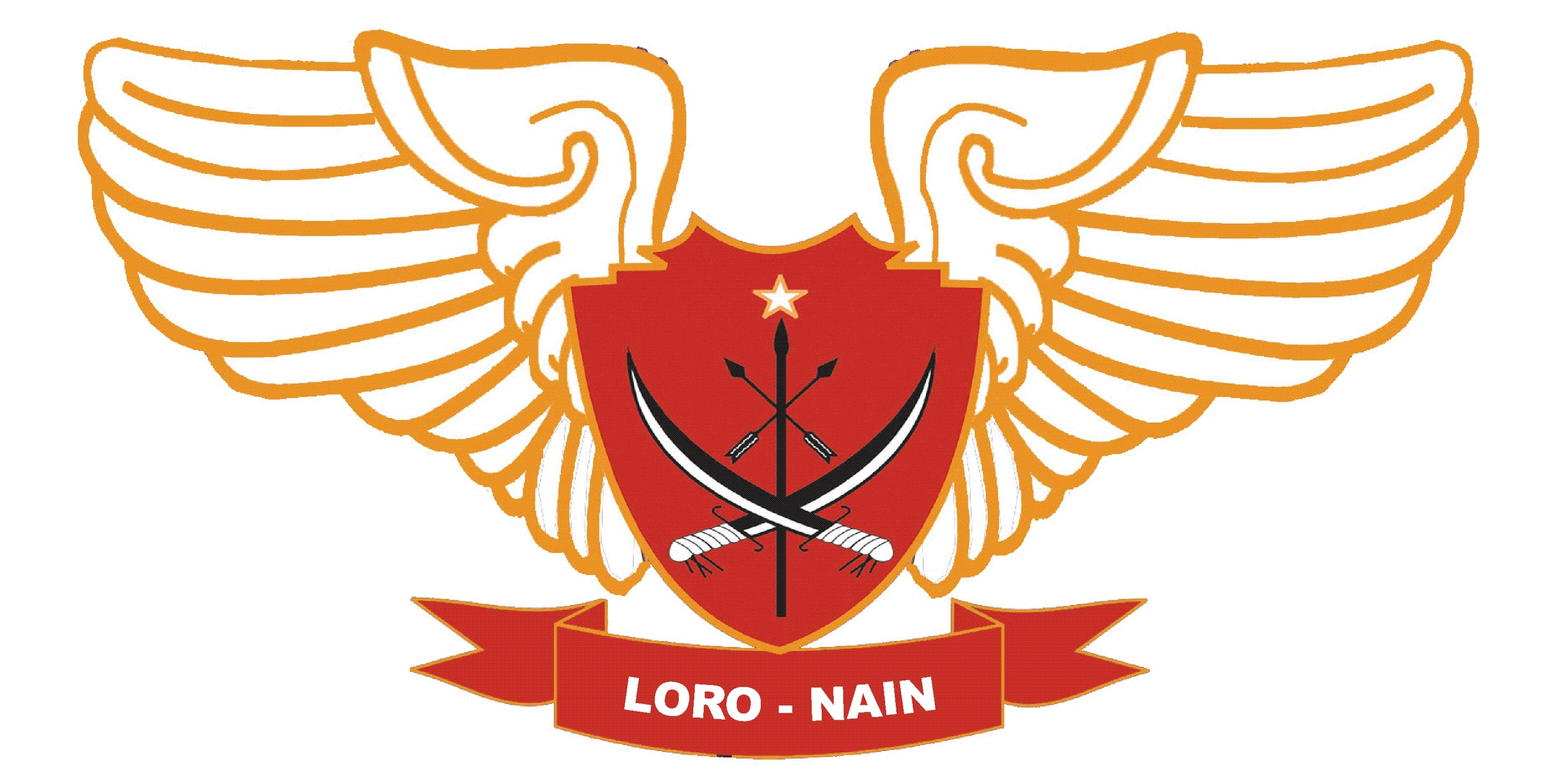
Komponente Aérea Leijeira
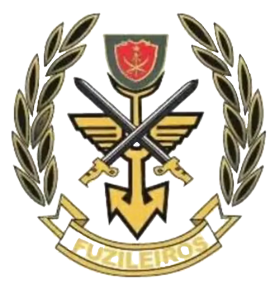
Marine Corps Unit
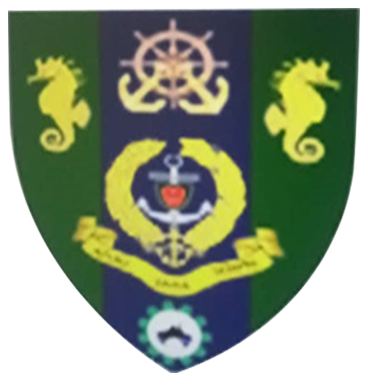
Naval Service Support Command (CASN)
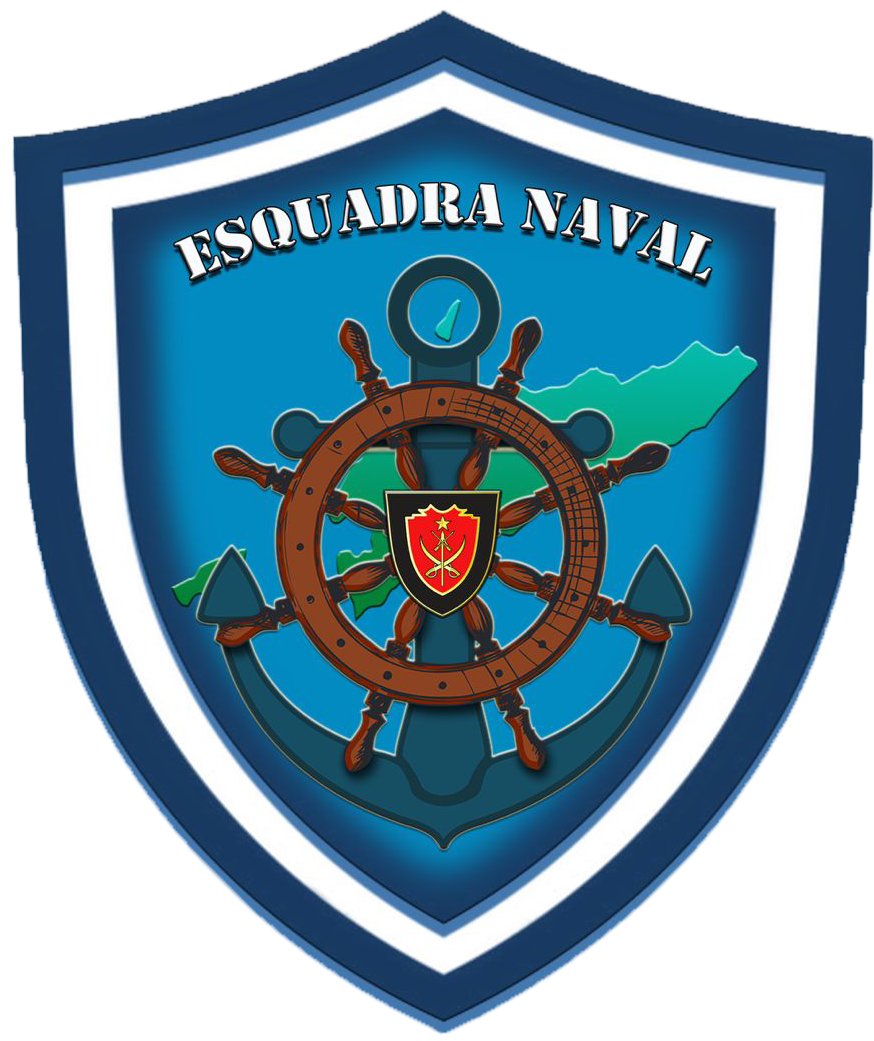
Naval Squadron Unit
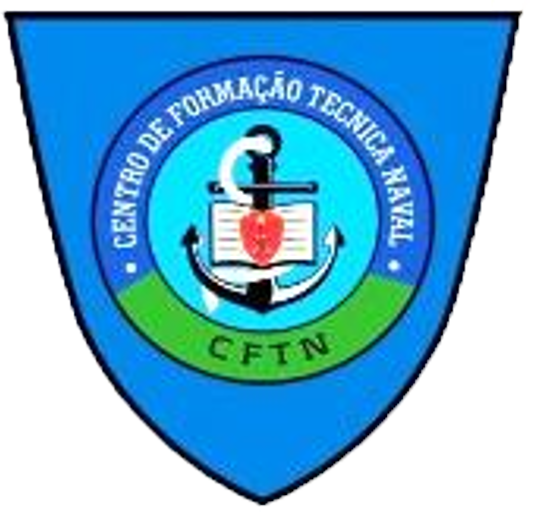
Naval Training and Formation Center (CFTN)

| Kommandant                             | Informationen          |
| -------------------------------------- | ---------------------- |
| Oberst Celestino Pinto „Daileba“       | 6. Oktober 2016 – 2019 |
| Oberst Césario Ximenes Belo „Haksolok“ | 15. Juli 2019 – 2022   |

| Kommandant                                       | Informationen          |
| ------------------------------------------------ | ---------------------- |
| Oberst Cornélio Ximenes (Maunana)                | ab 14. Januar 2009     |
| Kapitänleutnant João da Silva                    | 2013 – 2016            |
| Oberstleutnant Benedito Dias Quintas „Punu Fanu“ | 6. Oktober 2016 – 2019 |
| Leutnant Armindo Nunes dos Santos                | 15. Juli 2019 – 2022   |
| Oberst Hélder da Costa                           | seit 12. April 2022    |

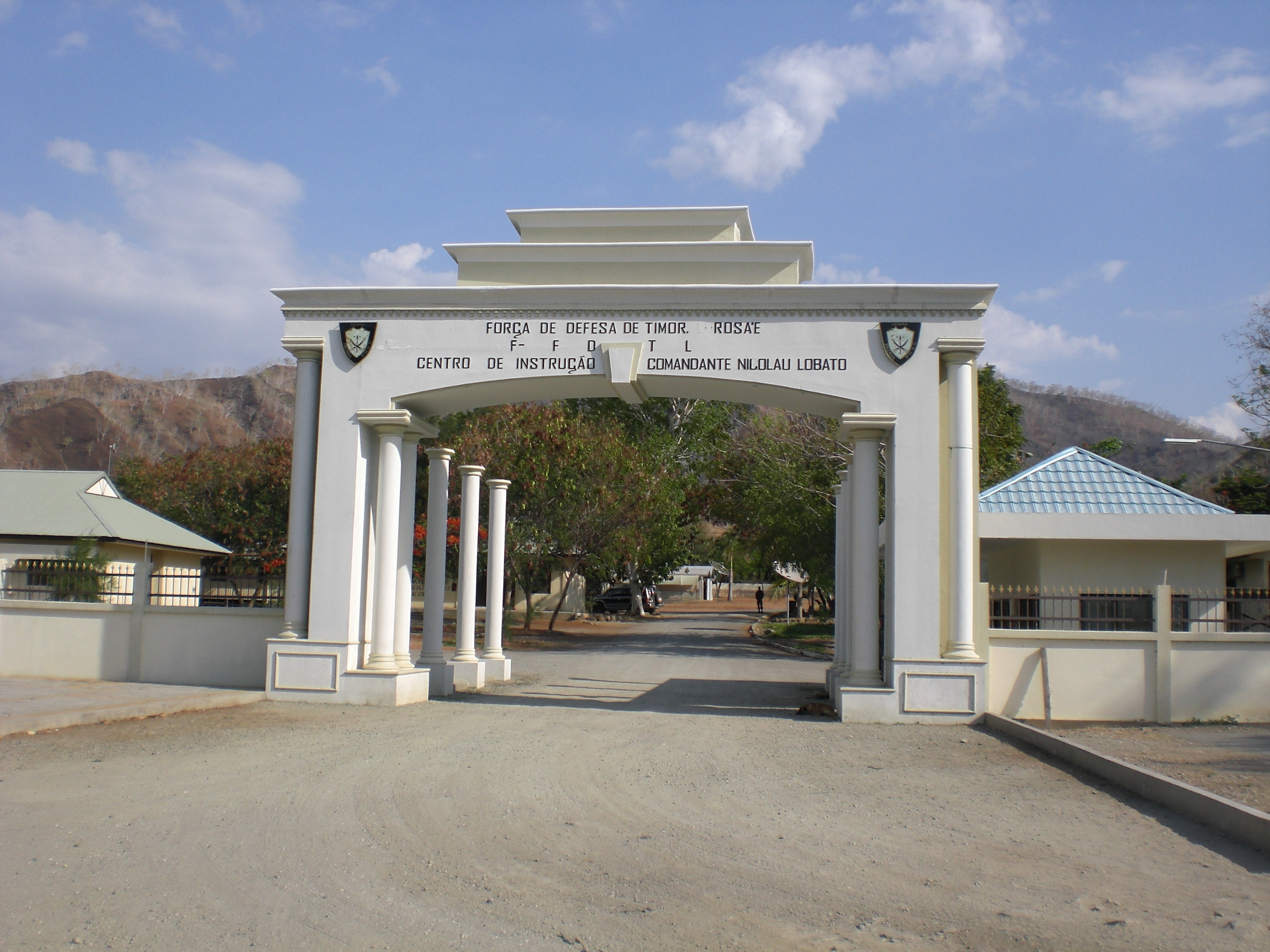
Trainingszentrum in Metinaro

Neben Heer und Marine gibt es die Ausbildungseinheit im Trainingszentrum (tetum Komponente Sentru Formasaun no Treinu, portugiesisch Centro Formacão e Treino CFT) und die Unterstützungseinheit (tetum Komponente Apoiu Servisu, portugiesisch Componente Apoio Serviço CAS).

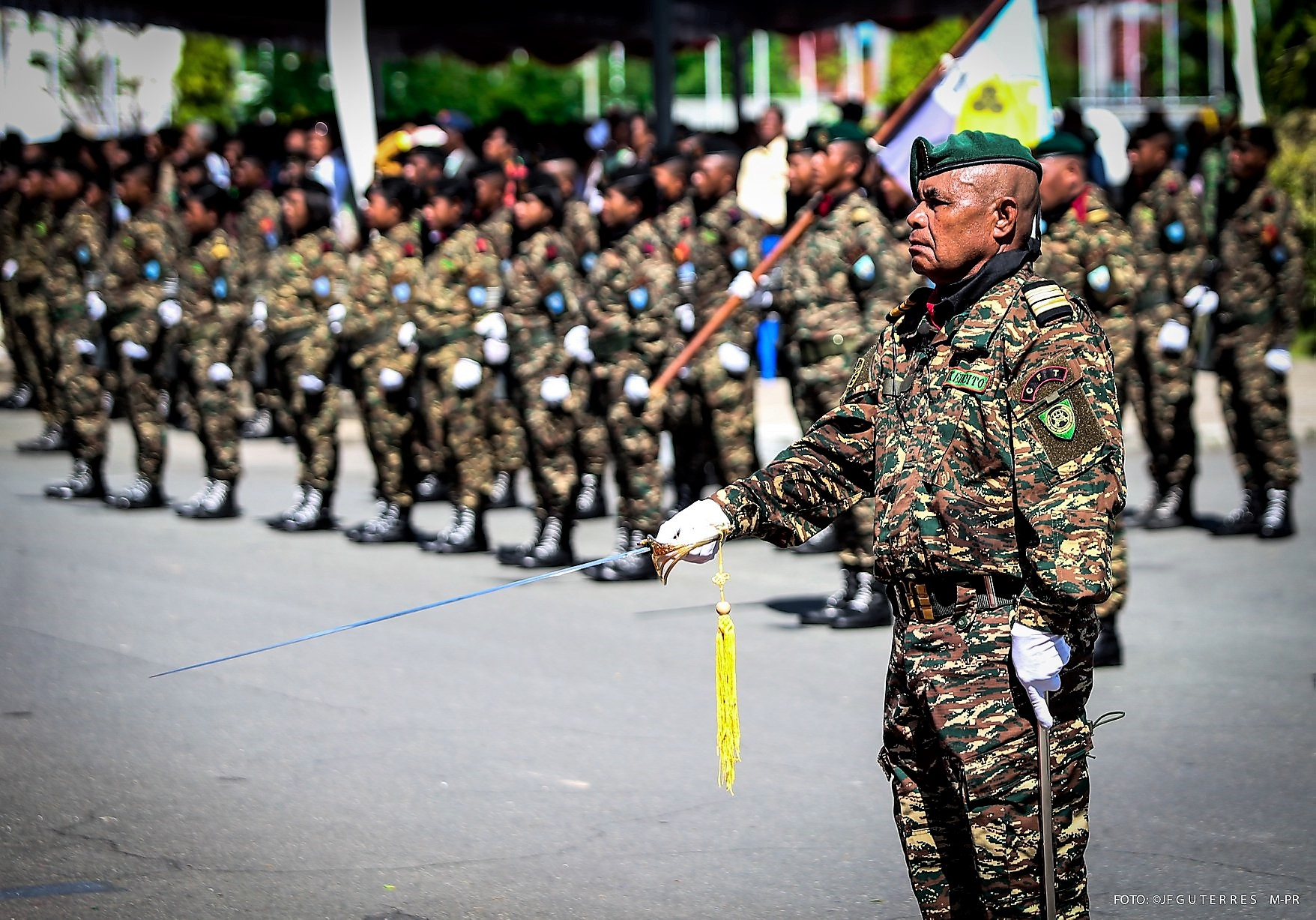
Ausbildungseinheit CFT
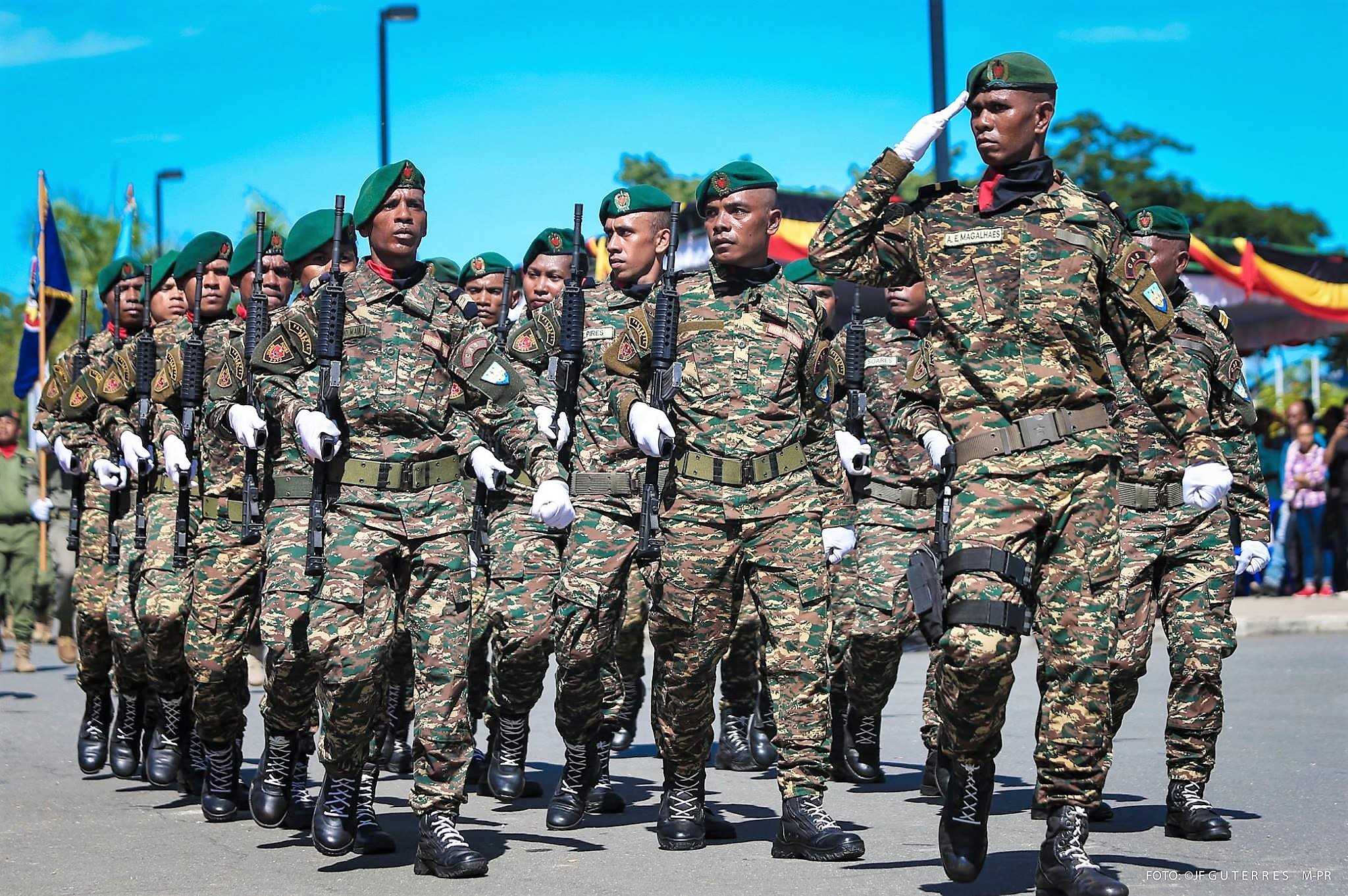
Unterstützungs- und Diensteinheit CAS

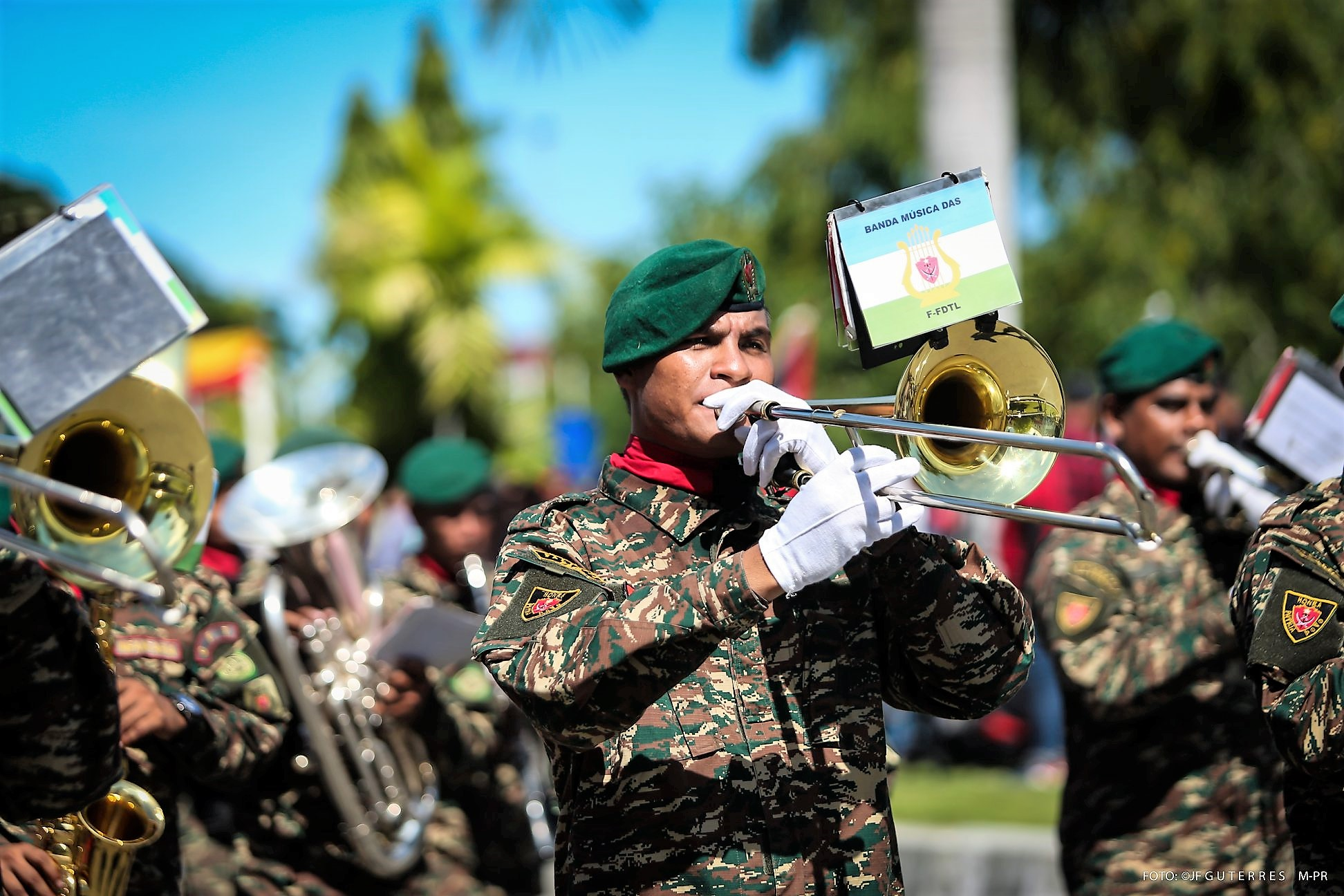
Banda Musica
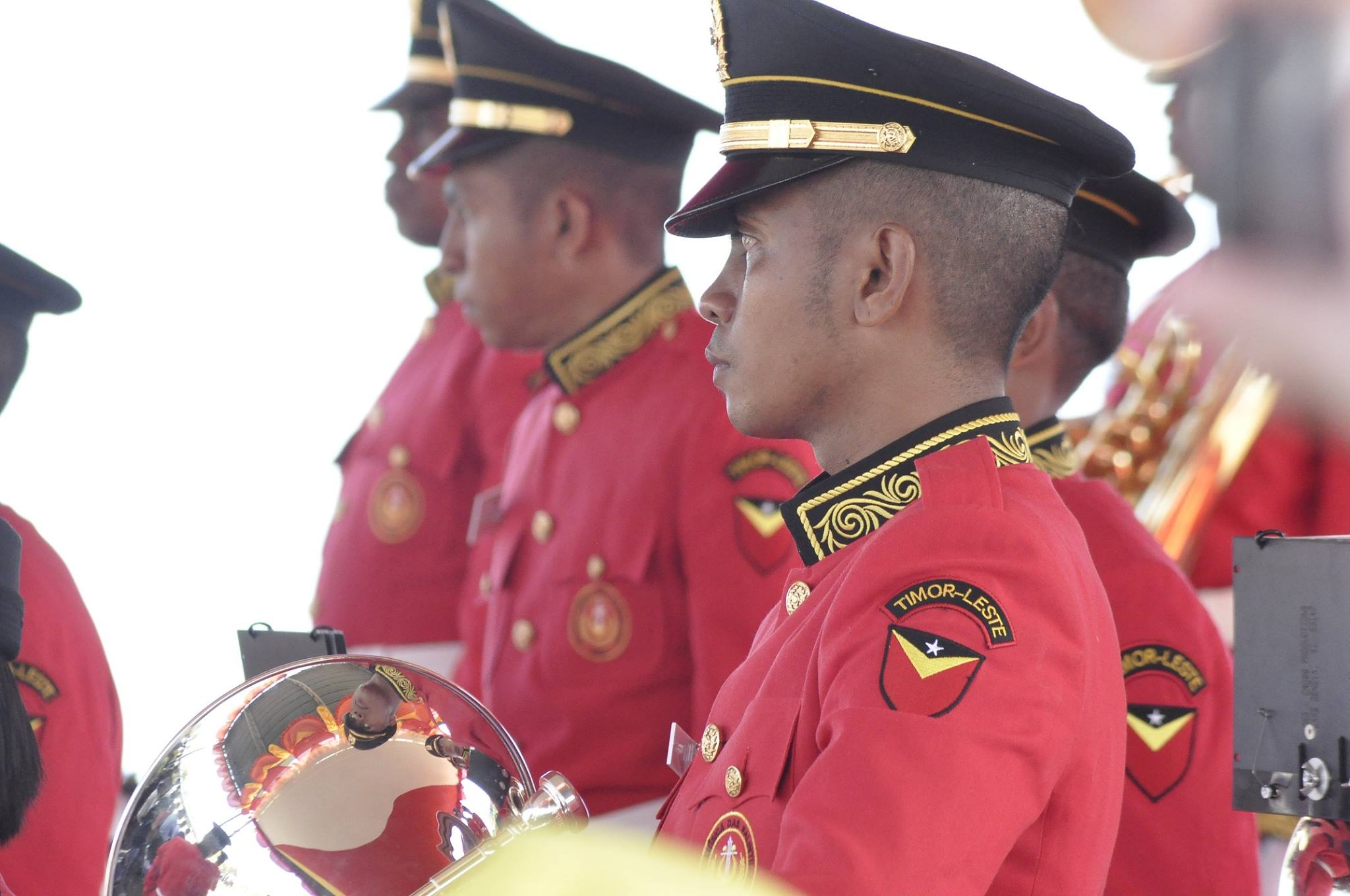
Banda Musica

Der Sistema de Informações Militares (SIM) ist einer von drei Nachrichtendiensten des Landes. Er ist den FDTL unterstellt.
Kapitänleutnant Guido de Oliveira ist der Chef des medizinischen Dienstes.

### Einrichtungen

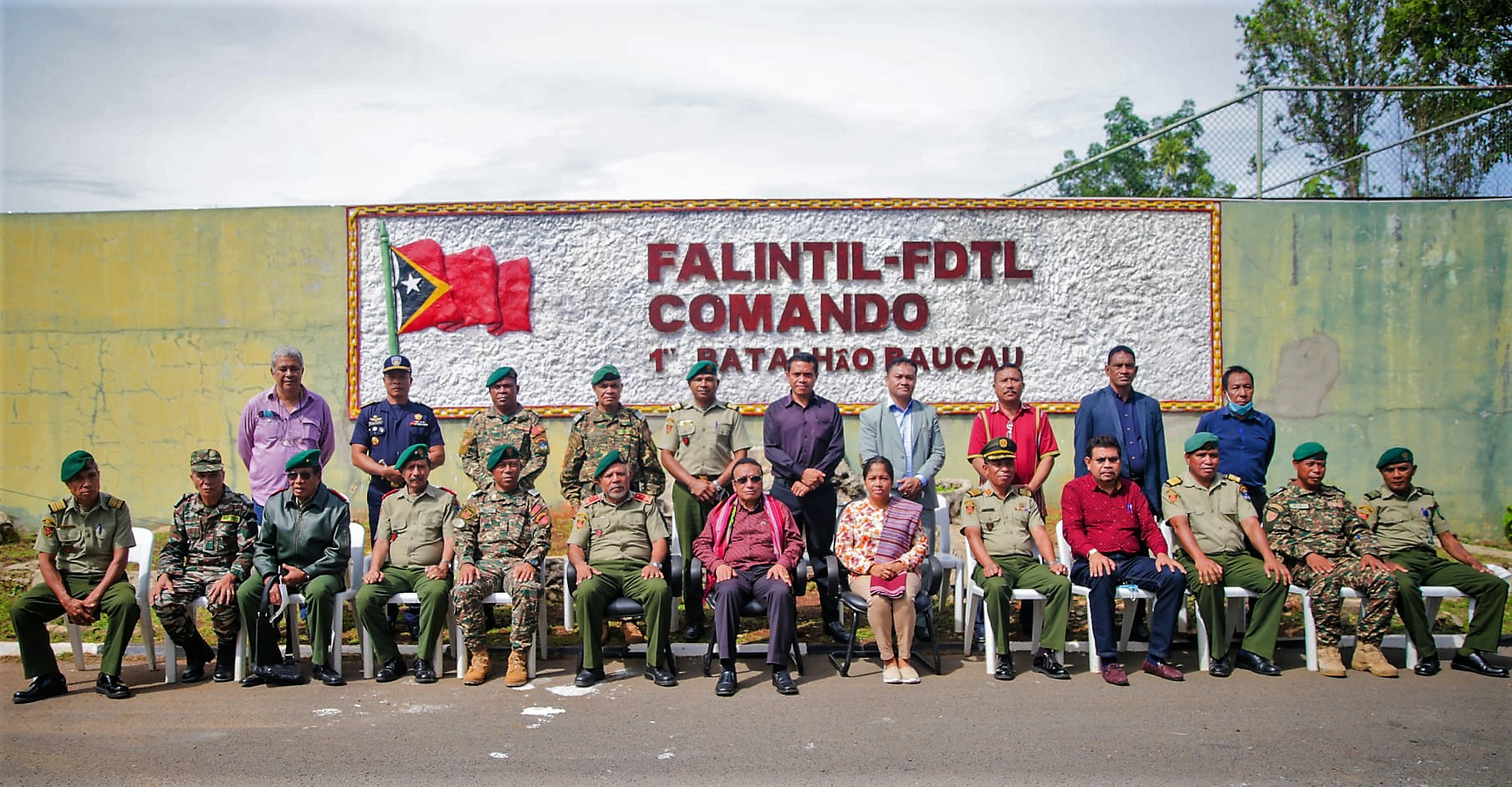
Heeresbasis in Baucau

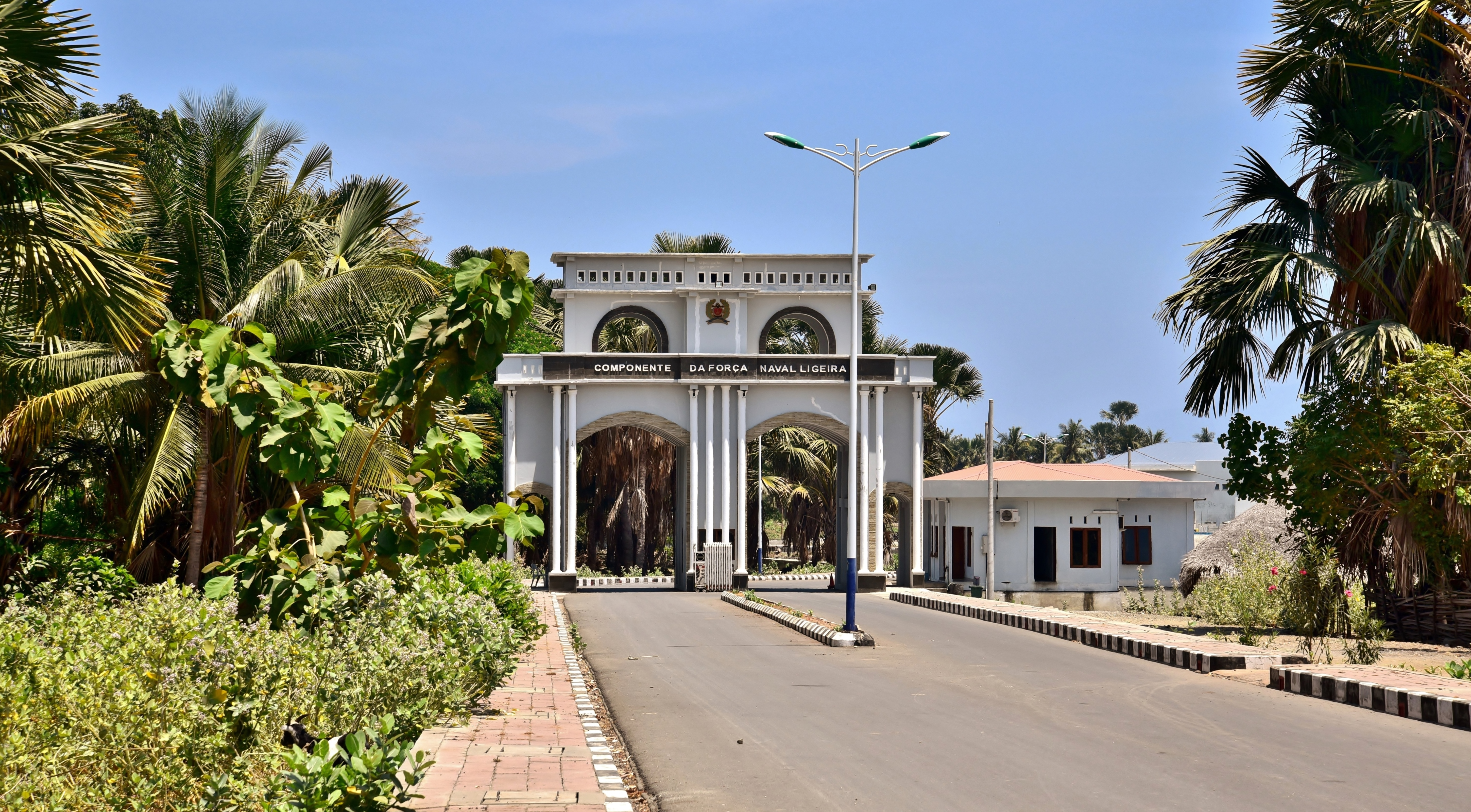
Eingang zur Marinebasis der F-FDTL

- Militärstützpunkt in Laga, Baucau (1. Bataillon)
- Marinebasis in Hera
- Nicolau Lobato Trainingszentrum in Metinaro, Dili (2. Bataillon)
- Instituto de Defesa Nacional (IDN)

## Internationale Zusammenarbeit und Budget

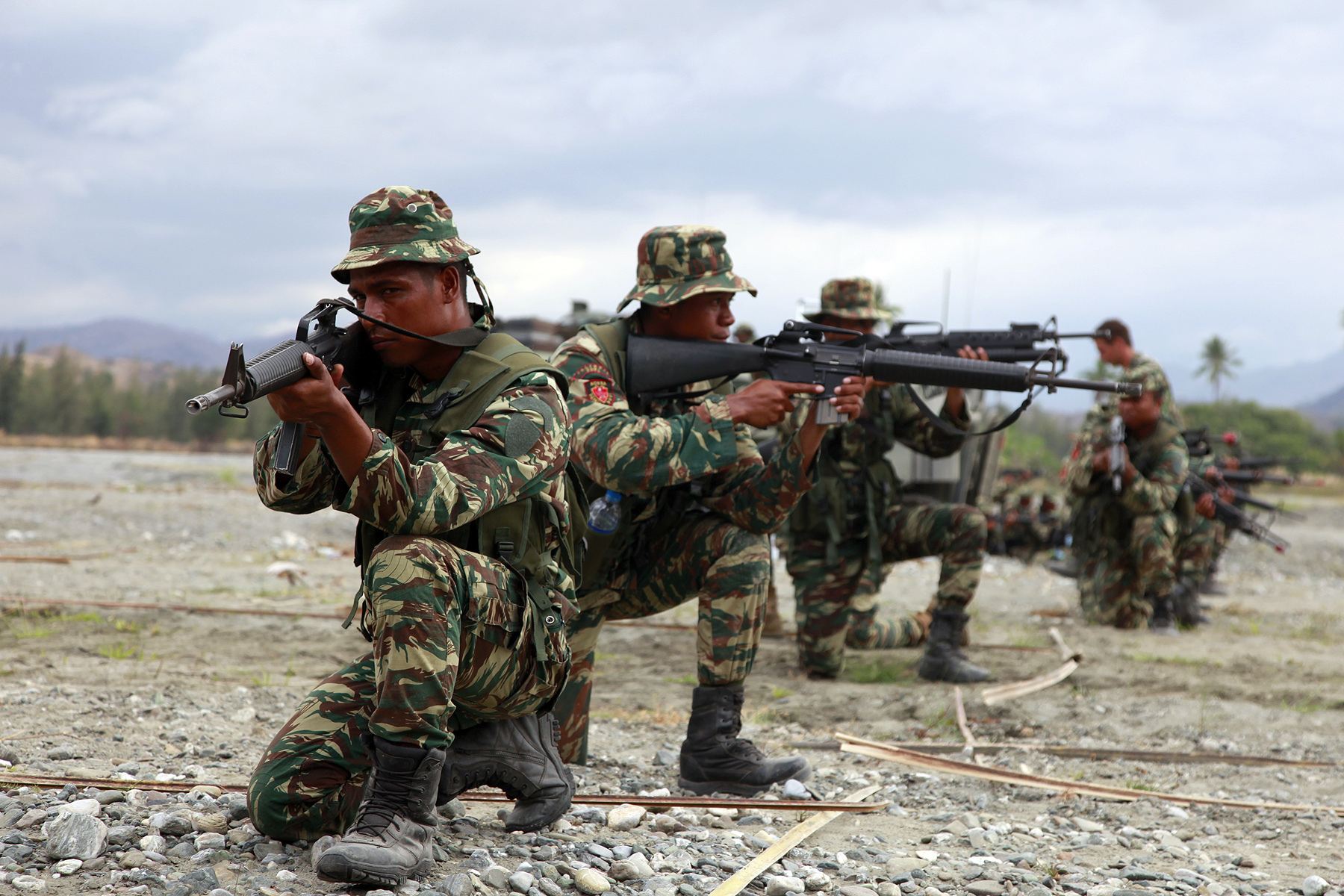
Ausbildung

Im Mai 2008 unterschrieb Osttimor mit den sieben anderen Staaten der Gemeinschaft der Portugiesischsprachigen Länder CPLP eine Vereinbarung über ein Militärbündnis. Unter anderem sollten osttimoresische Soldaten in Brasilien und Portugal ausgebildet werden. Die Militärpolizei wurde bereits von Brasilien trainiert. Daneben werden Soldaten der F-FDTL von Australien, den USA, Malaysia, Polen, Kanada, Indien und Japan bei der Ausbildung unterstützt. Die Volksrepublik China lieferte Ausrüstungsgegenstände und Uniformen.
2012 begannen zehn Mitglieder der F-FDTL mit einer Ausbildung zum Helikopterpiloten auf den Philippinen.
Im Haushalt von 2008 waren 20,1 Millionen US-Dollar für die Verteidigungsausgaben veranschlagt. Im Staatshaushalt 2019 plante man 21,912 Millionen US-Dollar ein.

## Wappen und Flagge

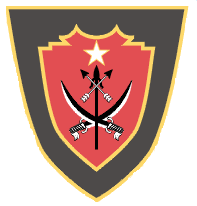
Das Wappen der F-FDTL

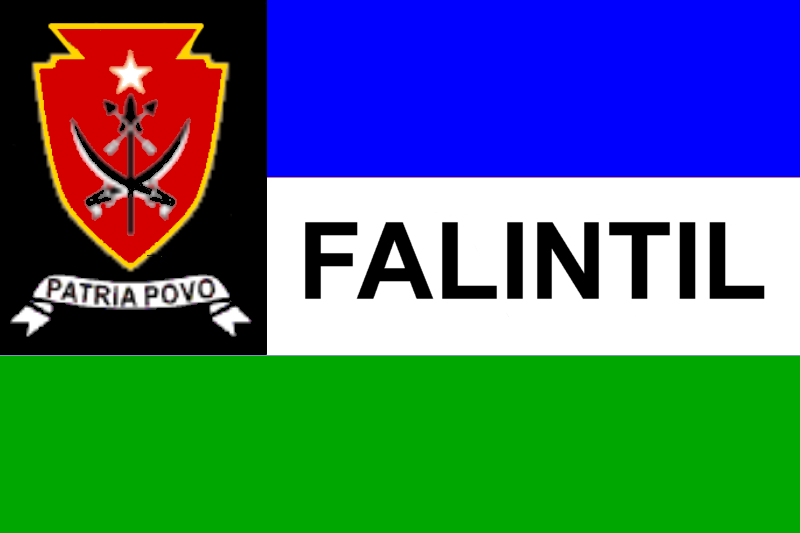
Flagge der F-FDTL

Die Flagge und das in ihrenthaltene Wappen wurden ursprünglich für die FALINTIL in der Basis Ai-Dila-Okir im heutigen Nationalpark Kay Rala Xanana Gusmão entworfen. Der CNRT führte eine ähnliche Flagge, die aber ein etwas verändertes Wappen führte und den Schriftzug „CNRT“. Die FALINTIL übernahm relativ bald diese Wappenversion für ihre Flagge, die auch heute noch die Flagge der Verteidigungskräfte Osttimors ist.
Blau symbolisiert die Insel Timor zwischen Meer und Himmel, die Identität der Osttimoresen auf der spirituellen Ebene als Volk, mit allen Sehnsüchten. Weiß steht für die Sehnsucht nach einem dauerhaften Frieden, dem Bedürfnis nach sozialer Gerechtigkeit und für allgemeine Toleranz. Grün symbolisiert Osttimor als Land der Bauern, die Notwendigkeit des Fortschritts, stets aber mit Rücksicht auf die Umwelt und die ewige Hoffnung. Gelb, Rot und Schwarz sind die traditionellen Farben des Unabhängigkeitskampfes.
Der goldene Stern, das eigentliche Symbol des Unabhängigkeitskrieges, steigt aus dem Rot des vergossenen Blutes. Er ist die Hoffnung auf einen glorreichen neuen Tag, so wie der Morgenstern den Tagesanbruch symbolisiert.
Die Griffe der beiden Suriks (Schwerter) sind vierfach unterteilt, was die Zahl Acht ergibt. An jedem Griff hängen zehn Ziegenhaare, was insgesamt 20 ergibt. Am 20. August 1975 wurde die FALINTIL gegründet.
„Patria Povo“ (deutsch Vaterland Volk) ist das Motto der FALINTIL.

## Dienstgrade
Die Bezeichnungen der Dienstgrade folgen jener der ehemaligen Kolonialmacht Portugal.

### Offiziere
| Dienstgradgruppe                 | Generale         | Generale         | Generale         | Generale         | Stabsoffiziere          | Stabsoffiziere     | Stabsoffiziere   | Subalternoffiziere | Subalternoffiziere   | Subalternoffiziere | Offizieranwärter                       |
| Landstreitkräfte                 | Landstreitkräfte | Landstreitkräfte | Landstreitkräfte | Landstreitkräfte | Landstreitkräfte        | Landstreitkräfte   | Landstreitkräfte | Landstreitkräfte   | Landstreitkräfte     | Landstreitkräfte   | Landstreitkräfte                       |
| -------------------------------- | ---------------- | ---------------- | ---------------- | ---------------- | ----------------------- | ------------------ | ---------------- | ------------------ | -------------------- | ------------------ | -------------------------------------- |
| Schulterstücke/ Schulterschlaufe |                  |                  |                  |                  |                         |                    |                  |                    |                      |                    |                                        |
| Dienstgrad                       | General          | Tenente-general  | Major-general    | Brigadeiro       | Coronel                 | Tenente-Coronel    | Major            | Capitão            | Teniente             | Alferes            | Aspirante                              |
| Dienstgrad (Bundeswehr)          | General          | Generalleutnant  | Generalmajor     | Brigadegeneral   | Oberst                  | Oberstleutnant     | Major            | Hauptmann          | Oberleutnant         | Leutnant           | Oberfähnrich/ Fähnrich                 |
| Seestreitkräfte                  |                  |                  |                  |                  |                         |                    |                  |                    |                      |                    |                                        |
| Schulterstücke                   |                  |                  |                  |                  |                         |                    |                  |                    |                      |                    |                                        |
| Dienstgrad                       | nicht vorhanden  | nicht vorhanden  | nicht vorhanden  |                  | Capitão de Mar e Guerra | Capitão de Fragata | Capitão-tenente  | Primeiro-tenente   | Segundo-tenente      | Guarda-marinha     | Aspirante                              |
| Dienstgrad (Bundeswehr)          | Admiral          | Vizeadmiral      | Konteradmiral    | Kommodore        | Kapitän zur See         | Fregattenkapitän   | Korvettenkapitän | Kapitänleutnant    | Oberleutnant zur See | Leutnant zur See   | Oberfähnrich zur See/ Fähnrich zur See |
| NATO-Rangcode                    | OF-9             | OF-8             | OF-7             | OF-6             | OF-5                    | OF-4               | OF-3             | OF-2               | OF-1                 | OF-1               | OF-D                                   |

### Unteroffiziere und Mannschaften
| Dienstgradgruppe        | Unteroffiziere     | Unteroffiziere   | Unteroffiziere    | Unteroffiziere    | Unteroffiziere   | Unteroffiziere       | Unteroffiziere      | Mannschaften     | Mannschaften        | Mannschaften       | Mannschaften     |
| Landstreitkräfte        | Landstreitkräfte   | Landstreitkräfte | Landstreitkräfte  | Landstreitkräfte  | Landstreitkräfte | Landstreitkräfte     | Landstreitkräfte    | Landstreitkräfte | Landstreitkräfte    | Landstreitkräfte   | Landstreitkräfte |
| ----------------------- | ------------------ | ---------------- | ----------------- | ----------------- | ---------------- | -------------------- | ------------------- | ---------------- | ------------------- | ------------------ | ---------------- |
| Schulterstücke          |                    |                  |                   |                   |                  |                      |                     |                  |                     |                    |                  |
| Dienstgrad              | Sargento-mor       | Sargento-chefe   | Sargento-ajudante | Primeiro-Sargento | Segundo-Sargento | Furriel              | Segundo-Furriel     | Cabo-Ajunto      | Primeiro-Cabo       | Segundo-Cabo       | Soldado          |
| Dienstgrad (Bundeswehr) | Oberstabsfeldwebel | Stabsfeldwebel   | Hauptfeldwebel    | Oberfeldwebel     | Feldwebel        | Stabsunteroffizier   | Unteroffizier       | Hauptgefreiter   | Obergefreiter       | Gefreiter          | Soldat           |
| Seestreitkräfte         |                    |                  |                   |                   |                  |                      |                     |                  |                     |                    |                  |
| Schulterstücke          |                    |                  |                   |                   |                  |                      |                     |                  |                     |                    |                  |
| Dienstgrad              | Sargento-mor       | Sargento-chefe   | Sargento-ajudante | Primeiro-sargento | Segundo-sargento | Primeiro-subsargento | Segundo-subsargento | Cabo             | Primeiro-marinheiro | Segundo-marinheiro | Grumete          |
| Dienstgrad (Bundeswehr) | Oberstabsbootsmann | Stabsbootsmann   | Hauptbootsmann    | Oberbootsmann     | Bootsmann        | Obermaat             | Maat                | Hauptgefreiter   | Obergefreiter       | Gefreiter          | Matrose          |

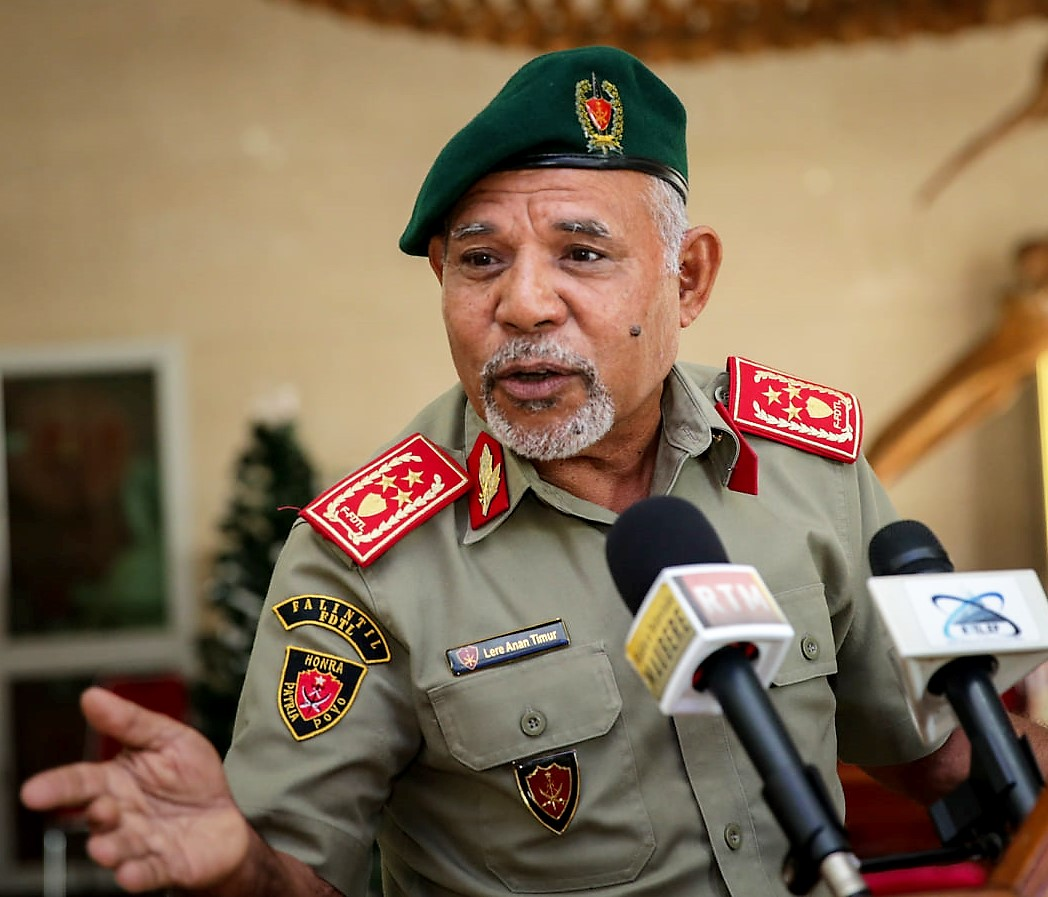
Generalleutnant Lere Anan Timur (2022)
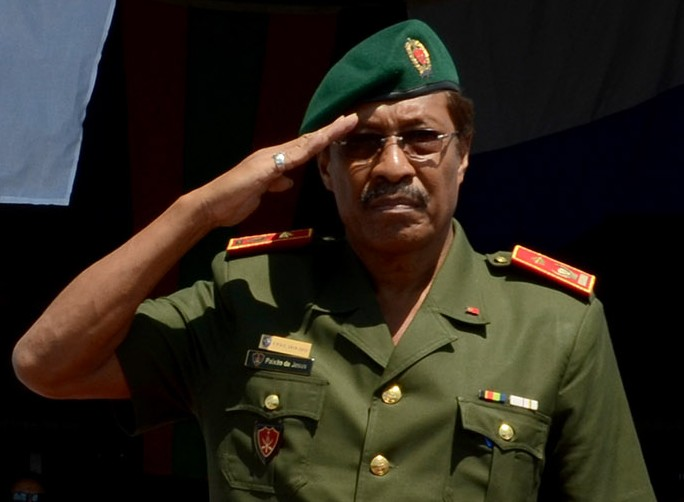
Brigadegeneral Filomeno Paixão (2014)
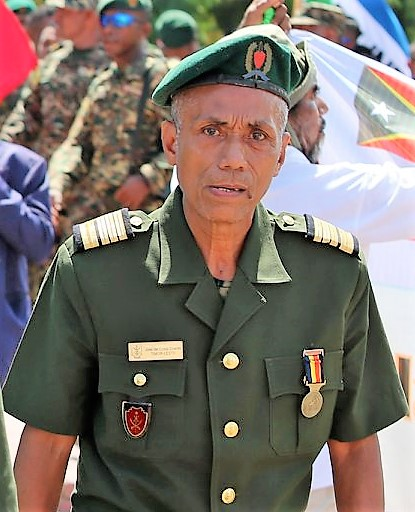
Coronel José da Costa Soares Trix (2017)
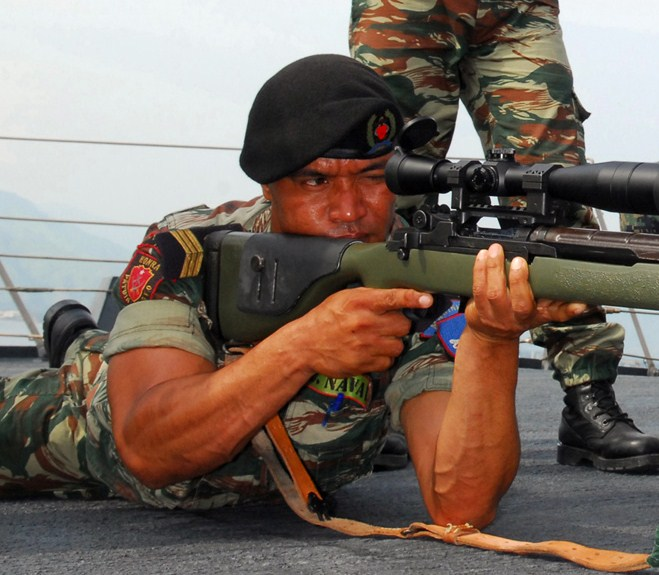
Segundo-sargento
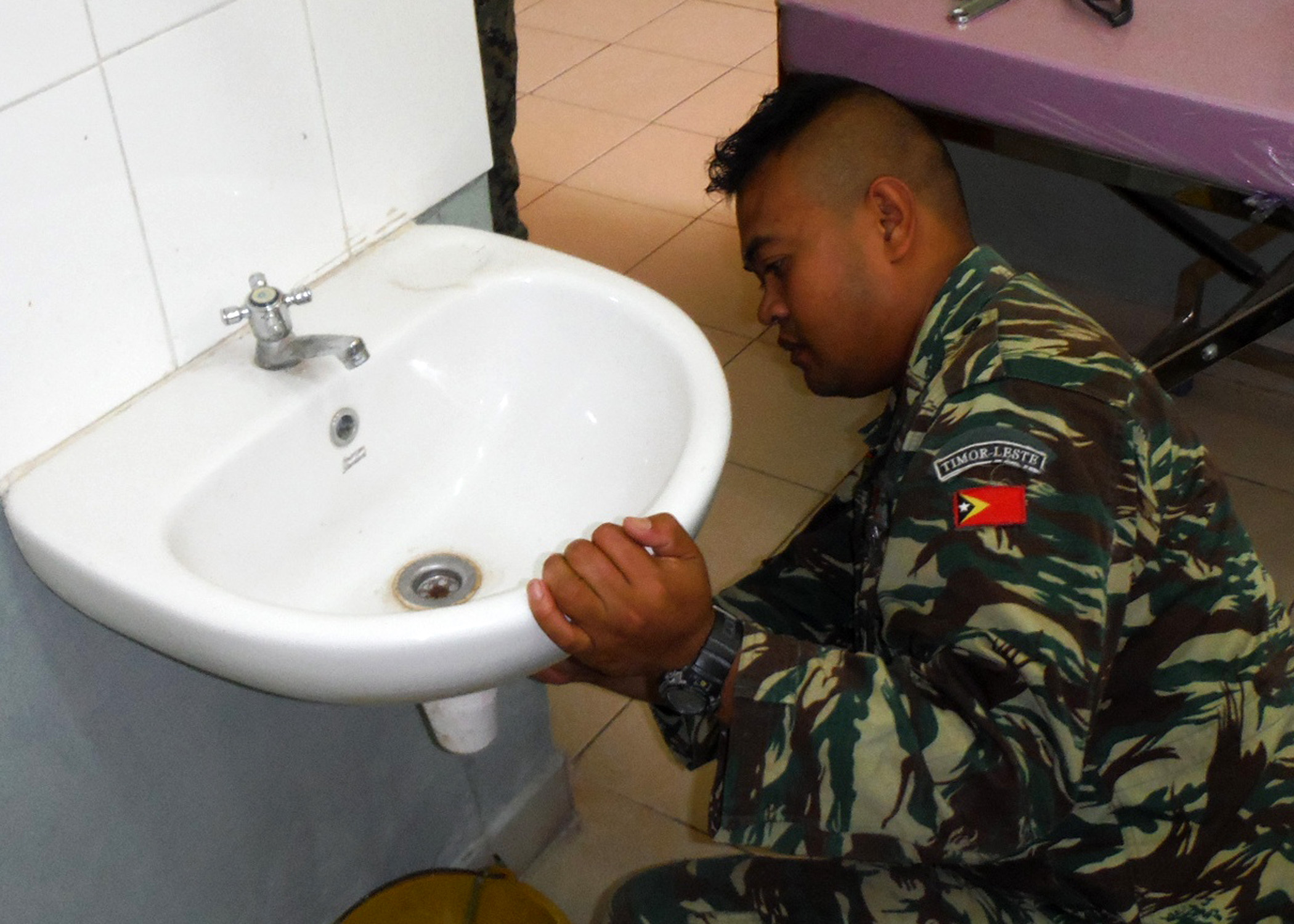
Soldado beim sozialen Einsatz in einer Klinik
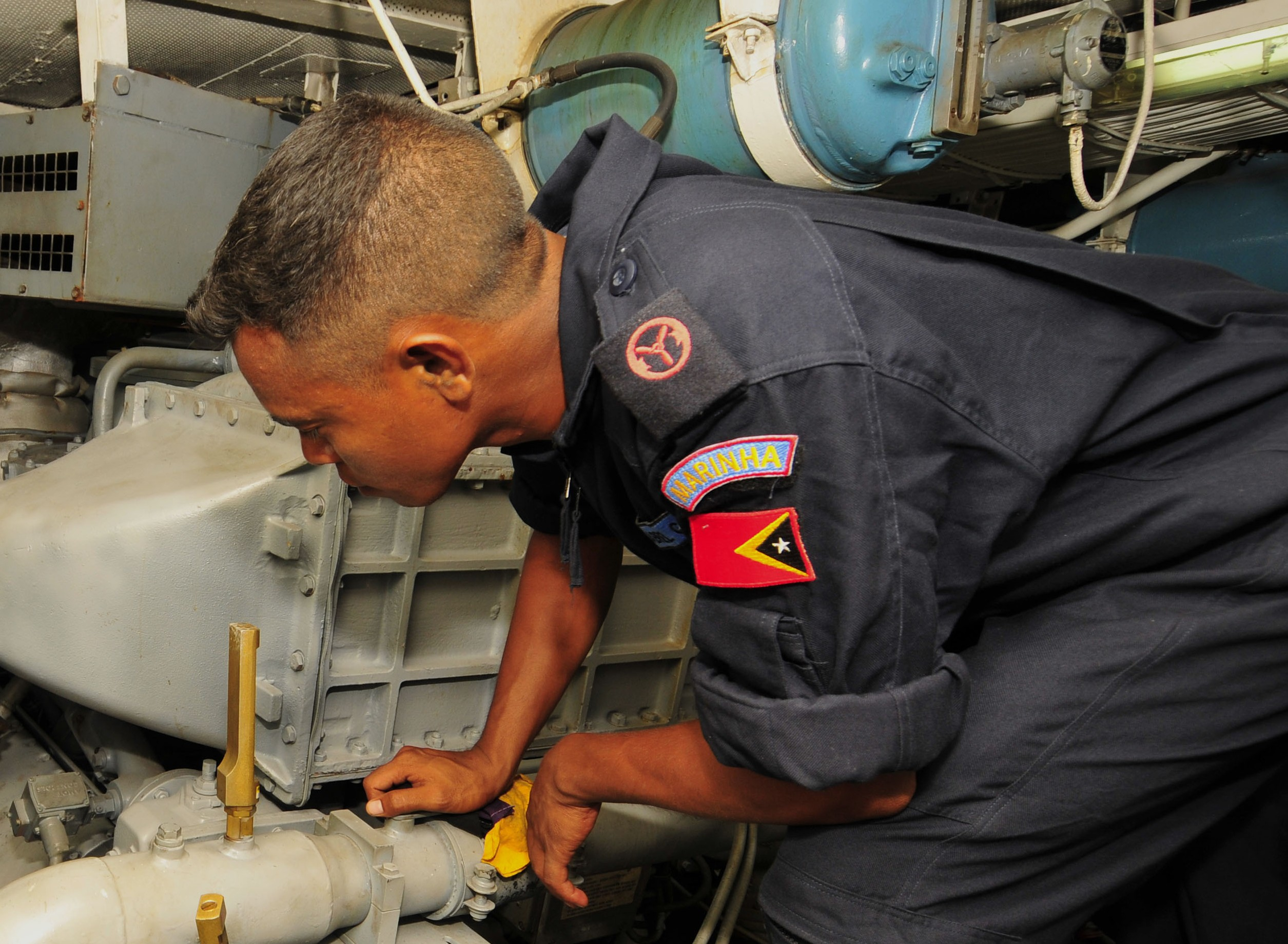
Grumete in der NRTL Kamenassa